# Lista de asteroides (185001-186000)
Esta é uma lista parcial de asteroides, do asteroide número 185001 até o 186000, inclusive. Veja também o índice com todas as listas disponíveis.

| Objeto Próximos à Terra | Cinturão de asteroides (interno) | Cinturão de asteroides (externo) | Centauro       |
| Cruzador de Marte       | Cinturão de asteroides (meio)    | Troianos de Júpiter              | Transnetuniano |

Veja mais dados de cada asteroide na ligação externa para o Minor Planet Center na última coluna.
Índice: 185001... 185101... 185201... 185301... 185401... 185501... 185601... 185701... 185801... 185901... 

## 185001–185100
| Designação             | Designação | Descoberta  | Descoberta           | Descobridor(es) | Categoria | Mais informações / Referência |
| Permanente             | Provisória | Data        | Local                | Descobridor(es) | Categoria | Mais informações / Referência |
| ---------------------- | ---------- | ----------- | -------------------- | --------------- | --------- | ----------------------------- |
| 185001                 | 2006 PT6   | 12 ago 2006 | Palomar              | NEAT            | Themis    | MPC                           |
| 185002                 | 2006 PB7   | 12 ago 2006 | Palomar              | NEAT            | —         | MPC                           |
| 185003                 | 2006 PC9   | 13 ago 2006 | Palomar              | NEAT            | —         | MPC                           |
| 185004                 | 2006 PD9   | 13 ago 2006 | Palomar              | NEAT            | —         | MPC                           |
| 185005                 | 2006 PJ9   | 13 ago 2006 | Palomar              | NEAT            | Eos       | MPC                           |
| 185006                 | 2006 PD12  | 13 ago 2006 | Palomar              | NEAT            | —         | MPC                           |
| 185007                 | 2006 PV16  | 15 ago 2006 | Palomar              | NEAT            | —         | MPC                           |
| 185008                 | 2006 PE27  | 15 ago 2006 | Palomar              | NEAT            | —         | MPC                           |
| 185009                 | 2006 PO30  | 12 ago 2006 | Palomar              | NEAT            | —         | MPC                           |
| 185010                 | 2006 PR31  | 14 ago 2006 | Siding Spring        | SSS             | —         | MPC                           |
| 185011                 | 2006 PM38  | 14 ago 2006 | Palomar              | NEAT            | Mitidika  | MPC                           |
| 185012                 | 2006 QJ3   | 17 ago 2006 | Palomar              | NEAT            | Juno      | MPC                           |
| 185013                 | 2006 QQ8   | 19 ago 2006 | Kitt Peak            | Spacewatch      | —         | MPC                           |
| 185014                 | 2006 QT17  | 17 ago 2006 | Palomar              | NEAT            | —         | MPC                           |
| 185015                 | 2006 QS21  | 19 ago 2006 | Anderson Mesa        | LONEOS          | —         | MPC                           |
| 185016                 | 2006 QN25  | 18 ago 2006 | Kitt Peak            | Spacewatch      | —         | MPC                           |
| 185017                 | 2006 QU27  | 20 ago 2006 | Palomar              | NEAT            | —         | MPC                           |
| 185018                 | 2006 QY28  | 21 ago 2006 | Kitt Peak            | Spacewatch      | —         | MPC                           |
| 185019                 | 2006 QP29  | 17 ago 2006 | Palomar              | NEAT            | —         | MPC                           |
| 185020 Pratte          | 2006 QV33  | 23 ago 2006 | Antares              | R. Holmes       | —         | MPC                           |
| 185021                 | 2006 QB38  | 16 ago 2006 | Siding Spring        | SSS             | —         | MPC                           |
| 185022                 | 2006 QY38  | 18 ago 2006 | Anderson Mesa        | LONEOS          | —         | MPC                           |
| 185023                 | 2006 QV56  | 24 ago 2006 | Socorro              | LINEAR          | —         | MPC                           |
| 185024                 | 2006 QT59  | 19 ago 2006 | Palomar              | NEAT            | Ursula    | MPC                           |
| 185025                 | 2006 QF61  | 21 ago 2006 | Socorro              | LINEAR          | Phocaea   | MPC                           |
| 185026                 | 2006 QV63  | 24 ago 2006 | Palomar              | NEAT            | —         | MPC                           |
| 185027                 | 2006 QP64  | 27 ago 2006 | Kitt Peak            | Spacewatch      | —         | MPC                           |
| 185028                 | 2006 QL68  | 21 ago 2006 | Kitt Peak            | Spacewatch      | —         | MPC                           |
| 185029                 | 2006 QG78  | 22 ago 2006 | Palomar              | NEAT            | —         | MPC                           |
| 185030                 | 2006 QW83  | 27 ago 2006 | Kitt Peak            | Spacewatch      | —         | MPC                           |
| 185031                 | 2006 QE87  | 27 ago 2006 | Kitt Peak            | Spacewatch      | —         | MPC                           |
| 185032                 | 2006 QX93  | 16 ago 2006 | Palomar              | NEAT            | Maria     | MPC                           |
| 185033                 | 2006 QZ115 | 27 ago 2006 | Anderson Mesa        | LONEOS          | —         | MPC                           |
| 185034                 | 2006 QO118 | 27 ago 2006 | Anderson Mesa        | LONEOS          | —         | MPC                           |
| 185035                 | 2006 QV119 | 28 ago 2006 | Catalina             | CSS             | —         | MPC                           |
| 185036                 | 2006 QX119 | 28 ago 2006 | Catalina             | CSS             | Pallas    | MPC                           |
| 185037                 | 2006 QJ123 | 29 ago 2006 | Catalina             | CSS             | —         | MPC                           |
| 185038                 | 2006 QU123 | 29 ago 2006 | Anderson Mesa        | LONEOS          | —         | MPC                           |
| 185039 Alessiapossenti | 2006 QG137 | 30 ago 2006 | Vallemare di Borbona | V. S. Casulli   | —         | MPC                           |
| 185040                 | 2006 QS137 | 29 ago 2006 | Anderson Mesa        | LONEOS          | Juno      | MPC                           |
| 185041                 | 2006 QR144 | 21 ago 2006 | Socorro              | LINEAR          | —         | MPC                           |
| 185042                 | 2006 QF147 | 18 ago 2006 | Kitt Peak            | Spacewatch      | —         | MPC                           |
| 185043                 | 2006 QA153 | 19 ago 2006 | Kitt Peak            | Spacewatch      | —         | MPC                           |
| 185044                 | 2006 QW156 | 19 ago 2006 | Kitt Peak            | Spacewatch      | —         | MPC                           |
| 185045                 | 2006 QT168 | 30 ago 2006 | Anderson Mesa        | LONEOS          | —         | MPC                           |
| 185046                 | 2006 RH4   | 12 set 2006 | Catalina             | CSS             | —         | MPC                           |
| 185047                 | 2006 RQ4   | 12 set 2006 | Catalina             | CSS             | —         | MPC                           |
| 185048                 | 2006 RS4   | 12 set 2006 | Catalina             | CSS             | —         | MPC                           |
| 185049                 | 2006 RT4   | 12 set 2006 | Catalina             | CSS             | —         | MPC                           |
| 185050                 | 2006 RL6   | 14 set 2006 | Catalina             | CSS             | —         | MPC                           |
| 185051                 | 2006 RV7   | 12 set 2006 | Catalina             | CSS             | —         | MPC                           |
| 185052                 | 2006 RH9   | 12 set 2006 | Catalina             | CSS             | —         | MPC                           |
| 185053                 | 2006 RU17  | 14 set 2006 | Palomar              | NEAT            | —         | MPC                           |
| 185054                 | 2006 RA19  | 14 set 2006 | Kitt Peak            | Spacewatch      | Mitidika  | MPC                           |
| 185055                 | 2006 RP19  | 14 set 2006 | Catalina             | CSS             | —         | MPC                           |
| 185056                 | 2006 RA22  | 15 set 2006 | Catalina             | CSS             | —         | MPC                           |
| 185057                 | 2006 RH22  | 15 set 2006 | Palomar              | NEAT            | Pallas    | MPC                           |
| 185058                 | 2006 RL23  | 12 set 2006 | Catalina             | CSS             | —         | MPC                           |
| 185059                 | 2006 RY24  | 14 set 2006 | Kitt Peak            | Spacewatch      | —         | MPC                           |
| 185060                 | 2006 RW27  | 14 set 2006 | Palomar              | NEAT            | —         | MPC                           |
| 185061                 | 2006 RB28  | 14 set 2006 | Kitt Peak            | Spacewatch      | —         | MPC                           |
| 185062                 | 2006 RL30  | 15 set 2006 | Kitt Peak            | Spacewatch      | —         | MPC                           |
| 185063                 | 2006 RF31  | 15 set 2006 | Kitt Peak            | Spacewatch      | —         | MPC                           |
| 185064                 | 2006 RJ32  | 15 set 2006 | Kitt Peak            | Spacewatch      | —         | MPC                           |
| 185065                 | 2006 RO37  | 12 set 2006 | Catalina             | CSS             | —         | MPC                           |
| 185066                 | 2006 RT43  | 14 set 2006 | Kitt Peak            | Spacewatch      | —         | MPC                           |
| 185067                 | 2006 RW43  | 14 set 2006 | Kitt Peak            | Spacewatch      | —         | MPC                           |
| 185068                 | 2006 RJ44  | 14 set 2006 | Kitt Peak            | Spacewatch      | Mitidika  | MPC                           |
| 185069                 | 2006 RQ45  | 14 set 2006 | Kitt Peak            | Spacewatch      | —         | MPC                           |
| 185070                 | 2006 RR50  | 14 set 2006 | Kitt Peak            | Spacewatch      | —         | MPC                           |
| 185071                 | 2006 RM55  | 14 set 2006 | Kitt Peak            | Spacewatch      | —         | MPC                           |
| 185072                 | 2006 RV57  | 15 set 2006 | Kitt Peak            | Spacewatch      | —         | MPC                           |
| 185073                 | 2006 RG59  | 15 set 2006 | Kitt Peak            | Spacewatch      | Mitidika  | MPC                           |
| 185074                 | 2006 RE60  | 15 set 2006 | Kitt Peak            | Spacewatch      | —         | MPC                           |
| 185075                 | 2006 RB62  | 12 set 2006 | Catalina             | CSS             | —         | MPC                           |
| 185076                 | 2006 RZ69  | 15 set 2006 | Kitt Peak            | Spacewatch      | Mitidika  | MPC                           |
| 185077                 | 2006 RL71  | 15 set 2006 | Kitt Peak            | Spacewatch      | —         | MPC                           |
| 185078                 | 2006 RH72  | 15 set 2006 | Kitt Peak            | Spacewatch      | Themis    | MPC                           |
| 185079                 | 2006 RM72  | 15 set 2006 | Kitt Peak            | Spacewatch      | —         | MPC                           |
| 185080                 | 2006 RJ73  | 15 set 2006 | Kitt Peak            | Spacewatch      | —         | MPC                           |
| 185081                 | 2006 RT73  | 15 set 2006 | Kitt Peak            | Spacewatch      | —         | MPC                           |
| 185082                 | 2006 RN74  | 15 set 2006 | Kitt Peak            | Spacewatch      | —         | MPC                           |
| 185083                 | 2006 RU78  | 15 set 2006 | Kitt Peak            | Spacewatch      | —         | MPC                           |
| 185084                 | 2006 RR87  | 15 set 2006 | Kitt Peak            | Spacewatch      | —         | MPC                           |
| 185085                 | 2006 RG92  | 15 set 2006 | Kitt Peak            | Spacewatch      | —         | MPC                           |
| 185086                 | 2006 RP92  | 15 set 2006 | Kitt Peak            | Spacewatch      | —         | MPC                           |
| 185087                 | 2006 RA93  | 15 set 2006 | Kitt Peak            | Spacewatch      | —         | MPC                           |
| 185088                 | 2006 RD93  | 15 set 2006 | Kitt Peak            | Spacewatch      | —         | MPC                           |
| 185089                 | 2006 RF93  | 15 set 2006 | Kitt Peak            | Spacewatch      | —         | MPC                           |
| 185090                 | 2006 RQ97  | 15 set 2006 | Kitt Peak            | Spacewatch      | —         | MPC                           |
| 185091                 | 2006 RG99  | 15 set 2006 | Kitt Peak            | Spacewatch      | —         | MPC                           |
| 185092                 | 2006 RS99  | 12 set 2006 | Catalina             | CSS             | —         | MPC                           |
| 185093                 | 2006 RV104 | 14 set 2006 | Kitt Peak            | Spacewatch      | —         | MPC                           |
| 185094                 | 2006 RD105 | 14 set 2006 | Kitt Peak            | Spacewatch      | —         | MPC                           |
| 185095                 | 2006 SS5   | 16 set 2006 | Palomar              | NEAT            | —         | MPC                           |
| 185096                 | 2006 ST5   | 16 set 2006 | Palomar              | NEAT            | —         | MPC                           |
| 185097                 | 2006 SB11  | 16 set 2006 | Catalina             | CSS             | Pallas    | MPC                           |
| 185098                 | 2006 SJ13  | 17 set 2006 | Socorro              | LINEAR          | —         | MPC                           |
| 185099                 | 2006 SK13  | 17 set 2006 | Socorro              | LINEAR          | —         | MPC                           |
| 185100                 | 2006 SY16  | 17 set 2006 | Kitt Peak            | Spacewatch      | —         | MPC                           |

## 185101–185200
| Designação          | Designação | Descoberta  | Descoberta       | Descobridor(es)       | Categoria | Mais informações / Referência |
| Permanente          | Provisória | Data        | Local            | Descobridor(es)       | Categoria | Mais informações / Referência |
| ------------------- | ---------- | ----------- | ---------------- | --------------------- | --------- | ----------------------------- |
| 185101              | 2006 SX19  | 19 set 2006 | OAM              | Mallorca Obs.         | —         | MPC                           |
| 185102              | 2006 SE20  | 16 set 2006 | Catalina         | CSS                   | —         | MPC                           |
| 185103              | 2006 SV20  | 16 set 2006 | Anderson Mesa    | LONEOS                | —         | MPC                           |
| 185104              | 2006 SJ21  | 16 set 2006 | Anderson Mesa    | LONEOS                | —         | MPC                           |
| 185105              | 2006 SV23  | 18 set 2006 | Catalina         | CSS                   | —         | MPC                           |
| 185106              | 2006 SN27  | 16 set 2006 | Anderson Mesa    | LONEOS                | —         | MPC                           |
| 185107              | 2006 SA34  | 17 set 2006 | Catalina         | CSS                   | —         | MPC                           |
| 185108              | 2006 SM37  | 17 set 2006 | Kitt Peak        | Spacewatch            | —         | MPC                           |
| 185109              | 2006 SS45  | 18 set 2006 | Catalina         | CSS                   | —         | MPC                           |
| 185110              | 2006 SV46  | 19 set 2006 | Catalina         | CSS                   | —         | MPC                           |
| 185111              | 2006 SK47  | 19 set 2006 | Kitt Peak        | Spacewatch            | —         | MPC                           |
| 185112              | 2006 SK48  | 19 set 2006 | Kitt Peak        | Spacewatch            | —         | MPC                           |
| 185113              | 2006 SP48  | 16 set 2006 | Catalina         | CSS                   | —         | MPC                           |
| 185114              | 2006 SB49  | 18 set 2006 | Kitt Peak        | Spacewatch            | —         | MPC                           |
| 185115              | 2006 SV50  | 17 set 2006 | Anderson Mesa    | LONEOS                | —         | MPC                           |
| 185116              | 2006 SO54  | 18 set 2006 | Catalina         | CSS                   | —         | MPC                           |
| 185117              | 2006 SP54  | 18 set 2006 | Catalina         | CSS                   | —         | MPC                           |
| 185118              | 2006 SC55  | 18 set 2006 | Catalina         | CSS                   | —         | MPC                           |
| 185119              | 2006 SH57  | 17 set 2006 | Kitt Peak        | Spacewatch            | —         | MPC                           |
| 185120              | 2006 SD63  | 18 set 2006 | Anderson Mesa    | LONEOS                | —         | MPC                           |
| 185121              | 2006 SK63  | 20 set 2006 | Palomar          | NEAT                  | —         | MPC                           |
| 185122              | 2006 SB69  | 19 set 2006 | Kitt Peak        | Spacewatch            | —         | MPC                           |
| 185123              | 2006 SQ70  | 19 set 2006 | Kitt Peak        | Spacewatch            | —         | MPC                           |
| 185124              | 2006 SZ70  | 19 set 2006 | Kitt Peak        | Spacewatch            | —         | MPC                           |
| 185125              | 2006 ST73  | 19 set 2006 | Kitt Peak        | Spacewatch            | —         | MPC                           |
| 185126              | 2006 SZ74  | 19 set 2006 | Kitt Peak        | Spacewatch            | —         | MPC                           |
| 185127              | 2006 SY88  | 18 set 2006 | Kitt Peak        | Spacewatch            | —         | MPC                           |
| 185128              | 2006 SB93  | 18 set 2006 | Kitt Peak        | Spacewatch            | —         | MPC                           |
| 185129              | 2006 SF94  | 18 set 2006 | Kitt Peak        | Spacewatch            | —         | MPC                           |
| 185130              | 2006 SH96  | 18 set 2006 | Kitt Peak        | Spacewatch            | —         | MPC                           |
| 185131              | 2006 SM101 | 19 set 2006 | Catalina         | CSS                   | —         | MPC                           |
| 185132              | 2006 SV104 | 19 set 2006 | Kitt Peak        | Spacewatch            | —         | MPC                           |
| 185133              | 2006 SY110 | 21 set 2006 | Goodricke-Pigott | R. A. Tucker          | —         | MPC                           |
| 185134              | 2006 SF112 | 22 set 2006 | Anderson Mesa    | LONEOS                | —         | MPC                           |
| 185135              | 2006 SP120 | 18 set 2006 | Catalina         | CSS                   | —         | MPC                           |
| 185136              | 2006 ST120 | 18 set 2006 | Catalina         | CSS                   | —         | MPC                           |
| 185137              | 2006 SG121 | 18 set 2006 | Catalina         | CSS                   | —         | MPC                           |
| 185138              | 2006 SE123 | 19 set 2006 | Catalina         | CSS                   | —         | MPC                           |
| 185139              | 2006 SS127 | 25 set 2006 | Kitt Peak        | Spacewatch            | —         | MPC                           |
| 185140              | 2006 SE129 | 17 set 2006 | Anderson Mesa    | LONEOS                | —         | MPC                           |
| 185141              | 2006 SS130 | 18 set 2006 | Calvin-Rehoboth  | Calvin–Rehoboth Obs.  | —         | MPC                           |
| 185142              | 2006 SE132 | 16 set 2006 | Catalina         | CSS                   | —         | MPC                           |
| 185143              | 2006 SJ138 | 20 set 2006 | Anderson Mesa    | LONEOS                | —         | MPC                           |
| 185144              | 2006 SY149 | 19 set 2006 | Kitt Peak        | Spacewatch            | —         | MPC                           |
| 185145              | 2006 SD155 | 22 set 2006 | Socorro          | LINEAR                | —         | MPC                           |
| 185146              | 2006 SS157 | 23 set 2006 | Kitt Peak        | Spacewatch            | —         | MPC                           |
| 185147              | 2006 SN159 | 23 set 2006 | Kitt Peak        | Spacewatch            | —         | MPC                           |
| 185148              | 2006 SJ160 | 23 set 2006 | Kitt Peak        | Spacewatch            | —         | MPC                           |
| 185149              | 2006 SX160 | 23 set 2006 | Kitt Peak        | Spacewatch            | —         | MPC                           |
| 185150 Panevezys    | 2006 SP161 | 23 set 2006 | Moletai          | K. Černis             | —         | MPC                           |
| 185151              | 2006 SC189 | 26 set 2006 | Kitt Peak        | Spacewatch            | —         | MPC                           |
| 185152              | 2006 SK192 | 26 set 2006 | Mount Lemmon     | Mount Lemmon Survey   | —         | MPC                           |
| 185153              | 2006 SP192 | 26 set 2006 | Mount Lemmon     | Mount Lemmon Survey   | —         | MPC                           |
| 185154              | 2006 SJ195 | 26 set 2006 | Kitt Peak        | Spacewatch            | —         | MPC                           |
| 185155              | 2006 SA198 | 27 set 2006 | Goodricke-Pigott | R. A. Tucker          | —         | MPC                           |
| 185156              | 2006 SN200 | 24 set 2006 | Kitt Peak        | Spacewatch            | —         | MPC                           |
| 185157              | 2006 SY203 | 25 set 2006 | Kitt Peak        | Spacewatch            | —         | MPC                           |
| 185158              | 2006 SC206 | 25 set 2006 | Kitt Peak        | Spacewatch            | —         | MPC                           |
| 185159              | 2006 SC212 | 26 set 2006 | Mount Lemmon     | Mount Lemmon Survey   | Eos       | MPC                           |
| 185160              | 2006 SY212 | 26 set 2006 | Kitt Peak        | Spacewatch            | —         | MPC                           |
| 185161              | 2006 SY214 | 27 set 2006 | Kitt Peak        | Spacewatch            | —         | MPC                           |
| 185162              | 2006 SD215 | 27 set 2006 | Kitt Peak        | Spacewatch            | —         | MPC                           |
| 185163              | 2006 SG216 | 27 set 2006 | Kitt Peak        | Spacewatch            | —         | MPC                           |
| 185164 Ingeburgherz | 2006 SL218 | 27 set 2006 | OAM              | Mallorca Obs.         | Eos       | MPC                           |
| 185165              | 2006 SK219 | 23 set 2006 | Kitt Peak        | Spacewatch            | —         | MPC                           |
| 185166              | 2006 SA224 | 25 set 2006 | Mount Lemmon     | Mount Lemmon Survey   | —         | MPC                           |
| 185167              | 2006 SP246 | 26 set 2006 | Mount Lemmon     | Mount Lemmon Survey   | —         | MPC                           |
| 185168              | 2006 SB252 | 26 set 2006 | Kitt Peak        | Spacewatch            | —         | MPC                           |
| 185169              | 2006 SG264 | 26 set 2006 | Kitt Peak        | Spacewatch            | —         | MPC                           |
| 185170              | 2006 SY279 | 28 set 2006 | Catalina         | CSS                   | —         | MPC                           |
| 185171              | 2006 SK280 | 29 set 2006 | Anderson Mesa    | LONEOS                | —         | MPC                           |
| 185172              | 2006 SP282 | 25 set 2006 | Anderson Mesa    | LONEOS                | Brangane  | MPC                           |
| 185173              | 2006 SY283 | 26 set 2006 | Catalina         | CSS                   | —         | MPC                           |
| 185174              | 2006 SG284 | 27 set 2006 | Anderson Mesa    | LONEOS                | —         | MPC                           |
| 185175              | 2006 SB285 | 29 set 2006 | Anderson Mesa    | LONEOS                | —         | MPC                           |
| 185176              | 2006 SX291 | 21 set 2006 | Catalina         | CSS                   | —         | MPC                           |
| 185177              | 2006 SK303 | 27 set 2006 | Kitt Peak        | Spacewatch            | —         | MPC                           |
| 185178              | 2006 SP328 | 27 set 2006 | Kitt Peak        | Spacewatch            | —         | MPC                           |
| 185179              | 2006 SG332 | 28 set 2006 | Mount Lemmon     | Mount Lemmon Survey   | —         | MPC                           |
| 185180              | 2006 SQ341 | 28 set 2006 | Mount Lemmon     | Mount Lemmon Survey   | —         | MPC                           |
| 185181              | 2006 SD344 | 28 set 2006 | Kitt Peak        | Spacewatch            | —         | MPC                           |
| 185182              | 2006 SY344 | 28 set 2006 | Kitt Peak        | Spacewatch            | —         | MPC                           |
| 185183              | 2006 SP345 | 28 set 2006 | Kitt Peak        | Spacewatch            | —         | MPC                           |
| 185184              | 2006 SQ353 | 30 set 2006 | Catalina         | CSS                   | —         | MPC                           |
| 185185              | 2006 SF357 | 30 set 2006 | Catalina         | CSS                   | —         | MPC                           |
| 185186              | 2006 SV359 | 30 set 2006 | Catalina         | CSS                   | —         | MPC                           |
| 185187              | 2006 SN391 | 18 set 2006 | Catalina         | CSS                   | Phocaea   | MPC                           |
| 185188              | 2006 SM392 | 25 set 2006 | Kitt Peak        | Spacewatch            | —         | MPC                           |
| 185189              | 2006 SA393 | 27 set 2006 | Mount Lemmon     | Mount Lemmon Survey   | —         | MPC                           |
| 185190              | 2006 SA395 | 30 set 2006 | Catalina         | CSS                   | —         | MPC                           |
| 185191              | 2006 TB1   | 3 out 2006  | Mount Lemmon     | Mount Lemmon Survey   | —         | MPC                           |
| 185192              | 2006 TV1   | 1 out 2006  | Kitt Peak        | Spacewatch            | —         | MPC                           |
| 185193              | 2006 TW3   | 2 out 2006  | Kitt Peak        | Spacewatch            | —         | MPC                           |
| 185194              | 2006 TY4   | 2 out 2006  | Mount Lemmon     | Mount Lemmon Survey   | —         | MPC                           |
| 185195              | 2006 TX5   | 2 out 2006  | Mount Lemmon     | Mount Lemmon Survey   | —         | MPC                           |
| 185196              | 2006 TR10  | 15 out 2006 | Piszkéstető      | K. Sárneczky, Z. Kuli | —         | MPC                           |
| 185197              | 2006 TP13  | 10 out 2006 | Palomar          | NEAT                  | —         | MPC                           |
| 185198              | 2006 TO23  | 11 out 2006 | Kitt Peak        | Spacewatch            | —         | MPC                           |
| 185199              | 2006 TB25  | 12 out 2006 | Kitt Peak        | Spacewatch            | —         | MPC                           |
| 185200              | 2006 TV25  | 12 out 2006 | Kitt Peak        | Spacewatch            | —         | MPC                           |

## 185201–185300
| Designação         | Designação | Descoberta  | Descoberta        | Descobridor(es)     | Categoria | Mais informações / Referência |
| Permanente         | Provisória | Data        | Local             | Descobridor(es)     | Categoria | Mais informações / Referência |
| ------------------ | ---------- | ----------- | ----------------- | ------------------- | --------- | ----------------------------- |
| 185201             | 2006 TX36  | 12 out 2006 | Kitt Peak         | Spacewatch          | —         | MPC                           |
| 185202             | 2006 TD39  | 12 out 2006 | Kitt Peak         | Spacewatch          | —         | MPC                           |
| 185203             | 2006 TN39  | 12 out 2006 | Kitt Peak         | Spacewatch          | —         | MPC                           |
| 185204             | 2006 TM42  | 12 out 2006 | Kitt Peak         | Spacewatch          | —         | MPC                           |
| 185205             | 2006 TZ43  | 12 out 2006 | Kitt Peak         | Spacewatch          | —         | MPC                           |
| 185206             | 2006 TU44  | 12 out 2006 | Kitt Peak         | Spacewatch          | —         | MPC                           |
| 185207             | 2006 TP47  | 12 out 2006 | Kitt Peak         | Spacewatch          | —         | MPC                           |
| 185208             | 2006 TU47  | 12 out 2006 | Kitt Peak         | Spacewatch          | —         | MPC                           |
| 185209             | 2006 TA48  | 12 out 2006 | Kitt Peak         | Spacewatch          | Themis    | MPC                           |
| 185210             | 2006 TN50  | 12 out 2006 | Kitt Peak         | Spacewatch          | —         | MPC                           |
| 185211             | 2006 TQ50  | 12 out 2006 | Kitt Peak         | Spacewatch          | —         | MPC                           |
| 185212             | 2006 TB53  | 12 out 2006 | Kitt Peak         | Spacewatch          | —         | MPC                           |
| 185213             | 2006 TN53  | 12 out 2006 | Kitt Peak         | Spacewatch          | Mitidika  | MPC                           |
| 185214             | 2006 TZ54  | 12 out 2006 | Palomar           | NEAT                | —         | MPC                           |
| 185215             | 2006 TP55  | 12 out 2006 | Palomar           | NEAT                | —         | MPC                           |
| 185216 Gueiren     | 2006 TA57  | 14 out 2006 | Lulin Observatory | Q.-z. Ye, C.-S. Lin | —         | MPC                           |
| 185217             | 2006 TS57  | 15 out 2006 | Catalina          | CSS                 | —         | MPC                           |
| 185218             | 2006 TO59  | 13 out 2006 | Kitt Peak         | Spacewatch          | Ursula    | MPC                           |
| 185219             | 2006 TO61  | 12 out 2006 | Kitt Peak         | Spacewatch          | —         | MPC                           |
| 185220             | 2006 TK62  | 9 out 2006  | Palomar           | NEAT                | —         | MPC                           |
| 185221             | 2006 TK66  | 11 out 2006 | Palomar           | NEAT                | —         | MPC                           |
| 185222             | 2006 TU66  | 11 out 2006 | Palomar           | NEAT                | —         | MPC                           |
| 185223             | 2006 TS68  | 11 out 2006 | Palomar           | NEAT                | —         | MPC                           |
| 185224             | 2006 TG70  | 11 out 2006 | Kitt Peak         | Spacewatch          | —         | MPC                           |
| 185225             | 2006 TV74  | 11 out 2006 | Palomar           | NEAT                | —         | MPC                           |
| 185226             | 2006 TH76  | 11 out 2006 | Palomar           | NEAT                | —         | MPC                           |
| 185227             | 2006 TN76  | 11 out 2006 | Palomar           | NEAT                | —         | MPC                           |
| 185228             | 2006 TT77  | 12 out 2006 | Kitt Peak         | Spacewatch          | —         | MPC                           |
| 185229             | 2006 TS78  | 12 out 2006 | Palomar           | NEAT                | Ursula    | MPC                           |
| 185230             | 2006 TZ90  | 13 out 2006 | Kitt Peak         | Spacewatch          | —         | MPC                           |
| 185231             | 2006 TM91  | 13 out 2006 | Kitt Peak         | Spacewatch          | —         | MPC                           |
| 185232             | 2006 TX103 | 15 out 2006 | Kitt Peak         | Spacewatch          | —         | MPC                           |
| 185233             | 2006 TY109 | 12 out 2006 | Kitt Peak         | Spacewatch          | —         | MPC                           |
| 185234             | 2006 TH110 | 13 out 2006 | Kitt Peak         | Spacewatch          | —         | MPC                           |
| 185235             | 2006 TA115 | 1 out 2006  | Apache Point      | A. C. Becker        | —         | MPC                           |
| 185236             | 2006 TP120 | 12 out 2006 | Apache Point      | A. C. Becker        | —         | MPC                           |
| 185237             | 2006 TP121 | 13 out 2006 | Kitt Peak         | Spacewatch          | —         | MPC                           |
| 185238             | 2006 UK3   | 16 out 2006 | Catalina          | CSS                 | —         | MPC                           |
| 185239             | 2006 UZ6   | 16 out 2006 | Catalina          | CSS                 | —         | MPC                           |
| 185240             | 2006 UF12  | 17 out 2006 | Mount Lemmon      | Mount Lemmon Survey | —         | MPC                           |
| 185241             | 2006 UR15  | 17 out 2006 | Mount Lemmon      | Mount Lemmon Survey | —         | MPC                           |
| 185242             | 2006 UQ31  | 16 out 2006 | Kitt Peak         | Spacewatch          | —         | MPC                           |
| 185243             | 2006 UJ37  | 16 out 2006 | Kitt Peak         | Spacewatch          | —         | MPC                           |
| 185244             | 2006 UK38  | 16 out 2006 | Kitt Peak         | Spacewatch          | —         | MPC                           |
| 185245             | 2006 UM45  | 16 out 2006 | Kitt Peak         | Spacewatch          | —         | MPC                           |
| 185246             | 2006 UU54  | 17 out 2006 | Catalina          | CSS                 | —         | MPC                           |
| 185247             | 2006 UW57  | 18 out 2006 | Kitt Peak         | Spacewatch          | —         | MPC                           |
| 185248             | 2006 UZ59  | 19 out 2006 | Catalina          | CSS                 | —         | MPC                           |
| 185249             | 2006 UE62  | 17 out 2006 | Mount Lemmon      | Mount Lemmon Survey | —         | MPC                           |
| 185250 Korostyshiv | 2006 UY62  | 17 out 2006 | Andrushivka       | Andrushivka Obs.    | Brangane  | MPC                           |
| 185251             | 2006 UZ63  | 20 out 2006 | Kitt Peak         | Spacewatch          | —         | MPC                           |
| 185252             | 2006 UT64  | 17 out 2006 | Mount Lemmon      | Mount Lemmon Survey | Mitidika  | MPC                           |
| 185253             | 2006 UR65  | 16 out 2006 | Catalina          | CSS                 | —         | MPC                           |
| 185254             | 2006 UM70  | 16 out 2006 | Catalina          | CSS                 | —         | MPC                           |
| 185255             | 2006 UW77  | 17 out 2006 | Kitt Peak         | Spacewatch          | —         | MPC                           |
| 185256             | 2006 UX78  | 17 out 2006 | Kitt Peak         | Spacewatch          | —         | MPC                           |
| 185257             | 2006 UW88  | 17 out 2006 | Kitt Peak         | Spacewatch          | —         | MPC                           |
| 185258             | 2006 US92  | 18 out 2006 | Kitt Peak         | Spacewatch          | —         | MPC                           |
| 185259             | 2006 UW92  | 18 out 2006 | Kitt Peak         | Spacewatch          | Mitidika  | MPC                           |
| 185260             | 2006 UU100 | 18 out 2006 | Kitt Peak         | Spacewatch          | —         | MPC                           |
| 185261             | 2006 UC120 | 19 out 2006 | Kitt Peak         | Spacewatch          | —         | MPC                           |
| 185262             | 2006 UD124 | 19 out 2006 | Kitt Peak         | Spacewatch          | —         | MPC                           |
| 185263             | 2006 UK127 | 19 out 2006 | Kitt Peak         | Spacewatch          | —         | MPC                           |
| 185264             | 2006 UC128 | 19 out 2006 | Kitt Peak         | Spacewatch          | —         | MPC                           |
| 185265             | 2006 UE128 | 19 out 2006 | Palomar           | NEAT                | —         | MPC                           |
| 185266             | 2006 UZ128 | 19 out 2006 | Kitt Peak         | Spacewatch          | —         | MPC                           |
| 185267             | 2006 UZ134 | 19 out 2006 | Kitt Peak         | Spacewatch          | —         | MPC                           |
| 185268             | 2006 UP138 | 19 out 2006 | Kitt Peak         | Spacewatch          | —         | MPC                           |
| 185269             | 2006 UC142 | 19 out 2006 | Kitt Peak         | Spacewatch          | —         | MPC                           |
| 185270             | 2006 UX143 | 19 out 2006 | Kitt Peak         | Spacewatch          | —         | MPC                           |
| 185271             | 2006 UA154 | 21 out 2006 | Kitt Peak         | Spacewatch          | —         | MPC                           |
| 185272             | 2006 UL159 | 21 out 2006 | Mount Lemmon      | Mount Lemmon Survey | —         | MPC                           |
| 185273             | 2006 UO170 | 21 out 2006 | Mount Lemmon      | Mount Lemmon Survey | —         | MPC                           |
| 185274             | 2006 UR174 | 19 out 2006 | Catalina          | CSS                 | —         | MPC                           |
| 185275             | 2006 UD176 | 16 out 2006 | Catalina          | CSS                 | —         | MPC                           |
| 185276             | 2006 UN179 | 16 out 2006 | Catalina          | CSS                 | —         | MPC                           |
| 185277             | 2006 UB181 | 16 out 2006 | Catalina          | CSS                 | —         | MPC                           |
| 185278             | 2006 UE182 | 16 out 2006 | Catalina          | CSS                 | —         | MPC                           |
| 185279             | 2006 UW188 | 19 out 2006 | Catalina          | CSS                 | —         | MPC                           |
| 185280             | 2006 UH192 | 19 out 2006 | Catalina          | CSS                 | —         | MPC                           |
| 185281             | 2006 UA196 | 20 out 2006 | Kitt Peak         | Spacewatch          | —         | MPC                           |
| 185282             | 2006 US198 | 20 out 2006 | Kitt Peak         | Spacewatch          | —         | MPC                           |
| 185283             | 2006 UG199 | 20 out 2006 | Kitt Peak         | Spacewatch          | —         | MPC                           |
| 185284             | 2006 UJ201 | 21 out 2006 | Kitt Peak         | Spacewatch          | —         | MPC                           |
| 185285             | 2006 UX202 | 22 out 2006 | Palomar           | NEAT                | —         | MPC                           |
| 185286             | 2006 UH203 | 22 out 2006 | Palomar           | NEAT                | —         | MPC                           |
| 185287             | 2006 UV204 | 22 out 2006 | Palomar           | NEAT                | —         | MPC                           |
| 185288             | 2006 UW207 | 23 out 2006 | Kitt Peak         | Spacewatch          | —         | MPC                           |
| 185289             | 2006 UM215 | 20 out 2006 | Goodricke-Pigott  | R. A. Tucker        | —         | MPC                           |
| 185290             | 2006 UB219 | 16 out 2006 | Catalina          | CSS                 | Vesta     | MPC                           |
| 185291             | 2006 UT219 | 16 out 2006 | Catalina          | CSS                 | —         | MPC                           |
| 185292             | 2006 UJ226 | 20 out 2006 | Kitt Peak         | Spacewatch          | —         | MPC                           |
| 185293             | 2006 UY227 | 20 out 2006 | Palomar           | NEAT                | —         | MPC                           |
| 185294             | 2006 UW237 | 23 out 2006 | Kitt Peak         | Spacewatch          | —         | MPC                           |
| 185295             | 2006 UN239 | 23 out 2006 | Kitt Peak         | Spacewatch          | —         | MPC                           |
| 185296             | 2006 UO239 | 23 out 2006 | Kitt Peak         | Spacewatch          | —         | MPC                           |
| 185297             | 2006 UK252 | 27 out 2006 | Mount Lemmon      | Mount Lemmon Survey | —         | MPC                           |
| 185298             | 2006 US256 | 28 out 2006 | Kitt Peak         | Spacewatch          | —         | MPC                           |
| 185299             | 2006 UT257 | 28 out 2006 | Mount Lemmon      | Mount Lemmon Survey | —         | MPC                           |
| 185300             | 2006 UD261 | 28 out 2006 | Socorro           | LINEAR              | —         | MPC                           |

## 185301–185400
| Designação          | Designação | Descoberta  | Descoberta           | Descobridor(es)     | Categoria | Mais informações / Referência |
| Permanente          | Provisória | Data        | Local                | Descobridor(es)     | Categoria | Mais informações / Referência |
| ------------------- | ---------- | ----------- | -------------------- | ------------------- | --------- | ----------------------------- |
| 185301              | 2006 UY266 | 27 out 2006 | Catalina             | CSS                 | —         | MPC                           |
| 185302              | 2006 UK270 | 27 out 2006 | Kitt Peak            | Spacewatch          | —         | MPC                           |
| 185303              | 2006 UB271 | 27 out 2006 | Mount Lemmon         | Mount Lemmon Survey | —         | MPC                           |
| 185304              | 2006 UG271 | 27 out 2006 | Kitt Peak            | Spacewatch          | —         | MPC                           |
| 185305              | 2006 UA275 | 28 out 2006 | Kitt Peak            | Spacewatch          | —         | MPC                           |
| 185306              | 2006 UP276 | 28 out 2006 | Mount Lemmon         | Mount Lemmon Survey | —         | MPC                           |
| 185307              | 2006 UA278 | 28 out 2006 | Kitt Peak            | Spacewatch          | —         | MPC                           |
| 185308              | 2006 UR286 | 28 out 2006 | Kitt Peak            | Spacewatch          | —         | MPC                           |
| 185309              | 2006 UN291 | 27 out 2006 | Ottmarsheim          | C. Rinner           | —         | MPC                           |
| 185310              | 2006 UE321 | 19 out 2006 | Kitt Peak            | M. W. Buie          | —         | MPC                           |
| 185311              | 2006 UO324 | 19 out 2006 | Mount Lemmon         | Mount Lemmon Survey | —         | MPC                           |
| 185312              | 2006 UV325 | 20 out 2006 | Kitt Peak            | M. W. Buie          | —         | MPC                           |
| 185313              | 2006 UA328 | 17 out 2006 | Kitt Peak            | Spacewatch          | —         | MPC                           |
| 185314              | 2006 UO328 | 19 out 2006 | Catalina             | CSS                 | —         | MPC                           |
| 185315              | 2006 UV328 | 19 out 2006 | Mount Lemmon         | Mount Lemmon Survey | —         | MPC                           |
| 185316              | 2006 UE329 | 21 out 2006 | Kitt Peak            | Spacewatch          | —         | MPC                           |
| 185317              | 2006 UL329 | 23 out 2006 | Catalina             | CSS                 | —         | MPC                           |
| 185318              | 2006 UW330 | 16 out 2006 | Apache Point         | A. C. Becker        | Brangane  | MPC                           |
| 185319              | 2006 UG331 | 16 out 2006 | Catalina             | CSS                 | —         | MPC                           |
| 185320              | 2006 UH331 | 16 out 2006 | Catalina             | CSS                 | —         | MPC                           |
| 185321 Kammerlander | 2006 VJ2   | 10 nov 2006 | Vallemare di Borbona | V. S. Casulli       | —         | MPC                           |
| 185322              | 2006 VF5   | 10 nov 2006 | Kitt Peak            | Spacewatch          | —         | MPC                           |
| 185323              | 2006 VD6   | 10 nov 2006 | Kitt Peak            | Spacewatch          | —         | MPC                           |
| 185324              | 2006 VE11  | 11 nov 2006 | Mount Lemmon         | Mount Lemmon Survey | —         | MPC                           |
| 185325 Anupabhagwat | 2006 VE14  | 14 nov 2006 | Vallemare di Borbona | V. S. Casulli       | Brangane  | MPC                           |
| 185326              | 2006 VC17  | 9 nov 2006  | Kitt Peak            | Spacewatch          | —         | MPC                           |
| 185327              | 2006 VP21  | 10 nov 2006 | Kitt Peak            | Spacewatch          | —         | MPC                           |
| 185328              | 2006 VS25  | 10 nov 2006 | Kitt Peak            | Spacewatch          | —         | MPC                           |
| 185329              | 2006 VK26  | 10 nov 2006 | Kitt Peak            | Spacewatch          | —         | MPC                           |
| 185330              | 2006 VU26  | 10 nov 2006 | Kitt Peak            | Spacewatch          | —         | MPC                           |
| 185331              | 2006 VG31  | 10 nov 2006 | Kitt Peak            | Spacewatch          | —         | MPC                           |
| 185332              | 2006 VO32  | 11 nov 2006 | Mount Lemmon         | Mount Lemmon Survey | —         | MPC                           |
| 185333              | 2006 VG34  | 11 nov 2006 | Catalina             | CSS                 | —         | MPC                           |
| 185334              | 2006 VU34  | 11 nov 2006 | Catalina             | CSS                 | —         | MPC                           |
| 185335              | 2006 VO35  | 11 nov 2006 | Mount Lemmon         | Mount Lemmon Survey | —         | MPC                           |
| 185336              | 2006 VR35  | 11 nov 2006 | Mount Lemmon         | Mount Lemmon Survey | —         | MPC                           |
| 185337              | 2006 VH37  | 11 nov 2006 | Catalina             | CSS                 | —         | MPC                           |
| 185338              | 2006 VQ37  | 11 nov 2006 | Catalina             | CSS                 | —         | MPC                           |
| 185339              | 2006 VR37  | 11 nov 2006 | Catalina             | CSS                 | —         | MPC                           |
| 185340              | 2006 VT37  | 11 nov 2006 | Palomar              | NEAT                | —         | MPC                           |
| 185341              | 2006 VB38  | 12 nov 2006 | Catalina             | CSS                 | —         | MPC                           |
| 185342              | 2006 VF44  | 13 nov 2006 | Catalina             | CSS                 | —         | MPC                           |
| 185343              | 2006 VK46  | 9 nov 2006  | Kitt Peak            | Spacewatch          | —         | MPC                           |
| 185344              | 2006 VS48  | 10 nov 2006 | Kitt Peak            | Spacewatch          | —         | MPC                           |
| 185345              | 2006 VW53  | 11 nov 2006 | Kitt Peak            | Spacewatch          | —         | MPC                           |
| 185346              | 2006 VH54  | 11 nov 2006 | Kitt Peak            | Spacewatch          | —         | MPC                           |
| 185347              | 2006 VW55  | 11 nov 2006 | Kitt Peak            | Spacewatch          | —         | MPC                           |
| 185348              | 2006 VM57  | 11 nov 2006 | Kitt Peak            | Spacewatch          | Themis    | MPC                           |
| 185349              | 2006 VW57  | 11 nov 2006 | Kitt Peak            | Spacewatch          | —         | MPC                           |
| 185350              | 2006 VQ61  | 11 nov 2006 | Kitt Peak            | Spacewatch          | —         | MPC                           |
| 185351              | 2006 VV68  | 11 nov 2006 | Kitt Peak            | Spacewatch          | —         | MPC                           |
| 185352              | 2006 VJ70  | 11 nov 2006 | Kitt Peak            | Spacewatch          | —         | MPC                           |
| 185353              | 2006 VZ71  | 11 nov 2006 | Mount Lemmon         | Mount Lemmon Survey | —         | MPC                           |
| 185354              | 2006 VC74  | 11 nov 2006 | Kitt Peak            | Spacewatch          | —         | MPC                           |
| 185355              | 2006 VK74  | 11 nov 2006 | Kitt Peak            | Spacewatch          | —         | MPC                           |
| 185356              | 2006 VW75  | 11 nov 2006 | Kitt Peak            | Spacewatch          | —         | MPC                           |
| 185357              | 2006 VP78  | 12 nov 2006 | Mount Lemmon         | Mount Lemmon Survey | —         | MPC                           |
| 185358              | 2006 VB83  | 13 nov 2006 | Kitt Peak            | Spacewatch          | —         | MPC                           |
| 185359              | 2006 VG85  | 13 nov 2006 | Kitt Peak            | Spacewatch          | —         | MPC                           |
| 185360              | 2006 VZ88  | 14 nov 2006 | Goodricke-Pigott     | R. A. Tucker        | —         | MPC                           |
| 185361              | 2006 VX94  | 15 nov 2006 | Kitt Peak            | Spacewatch          | —         | MPC                           |
| 185362              | 2006 VG96  | 10 nov 2006 | Kitt Peak            | Spacewatch          | —         | MPC                           |
| 185363              | 2006 VK96  | 10 nov 2006 | Kitt Peak            | Spacewatch          | —         | MPC                           |
| 185364 Sunweihsin   | 2006 VQ103 | 12 nov 2006 | Lulin Observatory    | H.-C. Lin, Q.-z. Ye | —         | MPC                           |
| 185365              | 2006 VW107 | 13 nov 2006 | Kitt Peak            | Spacewatch          | —         | MPC                           |
| 185366              | 2006 VM110 | 13 nov 2006 | Kitt Peak            | Spacewatch          | —         | MPC                           |
| 185367              | 2006 VW114 | 14 nov 2006 | Mount Lemmon         | Mount Lemmon Survey | —         | MPC                           |
| 185368              | 2006 VL116 | 14 nov 2006 | Socorro              | LINEAR              | —         | MPC                           |
| 185369              | 2006 VJ117 | 14 nov 2006 | Kitt Peak            | Spacewatch          | —         | MPC                           |
| 185370              | 2006 VJ120 | 14 nov 2006 | Mount Lemmon         | Mount Lemmon Survey | —         | MPC                           |
| 185371              | 2006 VA121 | 14 nov 2006 | Kitt Peak            | Spacewatch          | —         | MPC                           |
| 185372              | 2006 VG129 | 15 nov 2006 | Socorro              | LINEAR              | —         | MPC                           |
| 185373              | 2006 VM129 | 15 nov 2006 | Socorro              | LINEAR              | Brangane  | MPC                           |
| 185374              | 2006 VP129 | 15 nov 2006 | Socorro              | LINEAR              | —         | MPC                           |
| 185375              | 2006 VY130 | 15 nov 2006 | Catalina             | CSS                 | —         | MPC                           |
| 185376              | 2006 VS135 | 15 nov 2006 | Kitt Peak            | Spacewatch          | Mitidika  | MPC                           |
| 185377              | 2006 VH137 | 15 nov 2006 | Kitt Peak            | Spacewatch          | —         | MPC                           |
| 185378              | 2006 VS138 | 15 nov 2006 | Kitt Peak            | Spacewatch          | —         | MPC                           |
| 185379              | 2006 VF139 | 15 nov 2006 | Kitt Peak            | Spacewatch          | —         | MPC                           |
| 185380              | 2006 VW142 | 14 nov 2006 | Socorro              | LINEAR              | Eos       | MPC                           |
| 185381              | 2006 VC143 | 14 nov 2006 | Socorro              | LINEAR              | —         | MPC                           |
| 185382              | 2006 VY154 | 8 nov 2006  | Palomar              | NEAT                | —         | MPC                           |
| 185383              | 2006 WE2   | 18 nov 2006 | 7300 Observatory     | W. K. Y. Yeung      | —         | MPC                           |
| 185384              | 2006 WL6   | 16 nov 2006 | Kitt Peak            | Spacewatch          | —         | MPC                           |
| 185385              | 2006 WR7   | 16 nov 2006 | Kitt Peak            | Spacewatch          | —         | MPC                           |
| 185386              | 2006 WA13  | 16 nov 2006 | Mount Lemmon         | Mount Lemmon Survey | —         | MPC                           |
| 185387              | 2006 WK24  | 17 nov 2006 | Mount Lemmon         | Mount Lemmon Survey | —         | MPC                           |
| 185388              | 2006 WX37  | 16 nov 2006 | Kitt Peak            | Spacewatch          | —         | MPC                           |
| 185389              | 2006 WJ42  | 16 nov 2006 | Mount Lemmon         | Mount Lemmon Survey | —         | MPC                           |
| 185390              | 2006 WG46  | 16 nov 2006 | Kitt Peak            | Spacewatch          | —         | MPC                           |
| 185391              | 2006 WR46  | 16 nov 2006 | Kitt Peak            | Spacewatch          | —         | MPC                           |
| 185392              | 2006 WP55  | 16 nov 2006 | Kitt Peak            | Spacewatch          | —         | MPC                           |
| 185393              | 2006 WA58  | 17 nov 2006 | Kitt Peak            | Spacewatch          | —         | MPC                           |
| 185394              | 2006 WU60  | 17 nov 2006 | Catalina             | CSS                 | —         | MPC                           |
| 185395              | 2006 WZ70  | 18 nov 2006 | Kitt Peak            | Spacewatch          | —         | MPC                           |
| 185396              | 2006 WX79  | 18 nov 2006 | Kitt Peak            | Spacewatch          | —         | MPC                           |
| 185397              | 2006 WN85  | 18 nov 2006 | Kitt Peak            | Spacewatch          | —         | MPC                           |
| 185398              | 2006 WF92  | 19 nov 2006 | Kitt Peak            | Spacewatch          | Mitidika  | MPC                           |
| 185399              | 2006 WL92  | 19 nov 2006 | Kitt Peak            | Spacewatch          | —         | MPC                           |
| 185400              | 2006 WK94  | 19 nov 2006 | Kitt Peak            | Spacewatch          | —         | MPC                           |

## 185401–185500
| Designação      | Designação | Descoberta  | Descoberta           | Descobridor(es)     | Categoria | Mais informações / Referência |
| Permanente      | Provisória | Data        | Local                | Descobridor(es)     | Categoria | Mais informações / Referência |
| --------------- | ---------- | ----------- | -------------------- | ------------------- | --------- | ----------------------------- |
| 185401          | 2006 WG96  | 19 nov 2006 | Catalina             | CSS                 | —         | MPC                           |
| 185402          | 2006 WW108 | 19 nov 2006 | Kitt Peak            | Spacewatch          | —         | MPC                           |
| 185403          | 2006 WV117 | 20 nov 2006 | Mount Lemmon         | Mount Lemmon Survey | —         | MPC                           |
| 185404          | 2006 WJ120 | 21 nov 2006 | Socorro              | LINEAR              | —         | MPC                           |
| 185405          | 2006 WQ128 | 26 nov 2006 | 7300 Observatory     | W. K. Y. Yeung      | Themis    | MPC                           |
| 185406          | 2006 WJ129 | 26 nov 2006 | 7300 Observatory     | W. K. Y. Yeung      | —         | MPC                           |
| 185407          | 2006 WN129 | 23 nov 2006 | Goodricke-Pigott     | R. A. Tucker        | —         | MPC                           |
| 185408          | 2006 WT131 | 17 nov 2006 | Mount Lemmon         | Mount Lemmon Survey | —         | MPC                           |
| 185409          | 2006 WY140 | 20 nov 2006 | Kitt Peak            | Spacewatch          | —         | MPC                           |
| 185410          | 2006 WD147 | 20 nov 2006 | Kitt Peak            | Spacewatch          | —         | MPC                           |
| 185411          | 2006 WY158 | 22 nov 2006 | Socorro              | LINEAR              | —         | MPC                           |
| 185412          | 2006 WN161 | 23 nov 2006 | Kitt Peak            | Spacewatch          | —         | MPC                           |
| 185413          | 2006 WP163 | 23 nov 2006 | Kitt Peak            | Spacewatch          | —         | MPC                           |
| 185414          | 2006 WS163 | 23 nov 2006 | Kitt Peak            | Spacewatch          | —         | MPC                           |
| 185415          | 2006 WL171 | 23 nov 2006 | Kitt Peak            | Spacewatch          | —         | MPC                           |
| 185416          | 2006 WU171 | 23 nov 2006 | Kitt Peak            | Spacewatch          | —         | MPC                           |
| 185417          | 2006 WJ172 | 23 nov 2006 | Kitt Peak            | Spacewatch          | —         | MPC                           |
| 185418          | 2006 WH182 | 24 nov 2006 | Mount Lemmon         | Mount Lemmon Survey | —         | MPC                           |
| 185419          | 2006 WU185 | 17 nov 2006 | Palomar              | NEAT                | —         | MPC                           |
| 185420          | 2006 WC191 | 27 nov 2006 | Kitt Peak            | Spacewatch          | —         | MPC                           |
| 185421          | 2006 WL191 | 27 nov 2006 | Kitt Peak            | Spacewatch          | —         | MPC                           |
| 185422          | 2006 WS192 | 27 nov 2006 | Kitt Peak            | Spacewatch          | —         | MPC                           |
| 185423          | 2006 XM    | 10 dez 2006 | RAS                  | A. Lowe             | Phocaea   | MPC                           |
| 185424          | 2006 XJ5   | 2 dez 2006  | Socorro              | LINEAR              | —         | MPC                           |
| 185425          | 2006 XR7   | 9 dez 2006  | Kitt Peak            | Spacewatch          | —         | MPC                           |
| 185426          | 2006 XW7   | 9 dez 2006  | Palomar              | NEAT                | —         | MPC                           |
| 185427          | 2006 XX7   | 9 dez 2006  | Palomar              | NEAT                | Brangane  | MPC                           |
| 185428          | 2006 XX10  | 9 dez 2006  | Kitt Peak            | Spacewatch          | —         | MPC                           |
| 185429          | 2006 XS16  | 10 dez 2006 | Kitt Peak            | Spacewatch          | —         | MPC                           |
| 185430          | 2006 XE22  | 12 dez 2006 | Kitt Peak            | Spacewatch          | —         | MPC                           |
| 185431          | 2006 XX25  | 12 dez 2006 | Catalina             | CSS                 | —         | MPC                           |
| 185432          | 2006 XO26  | 12 dez 2006 | Catalina             | CSS                 | Brangane  | MPC                           |
| 185433          | 2006 XJ27  | 13 dez 2006 | Kitt Peak            | Spacewatch          | —         | MPC                           |
| 185434          | 2006 XK31  | 13 dez 2006 | Eskridge             | Farpoint Obs.       | —         | MPC                           |
| 185435          | 2006 XC33  | 11 dez 2006 | Kitt Peak            | Spacewatch          | —         | MPC                           |
| 185436          | 2006 XG38  | 11 dez 2006 | Kitt Peak            | Spacewatch          | —         | MPC                           |
| 185437          | 2006 XB47  | 13 dez 2006 | Mount Lemmon         | Mount Lemmon Survey | —         | MPC                           |
| 185438          | 2006 XW47  | 13 dez 2006 | Kitt Peak            | Spacewatch          | —         | MPC                           |
| 185439          | 2006 XR49  | 13 dez 2006 | Mount Lemmon         | Mount Lemmon Survey | —         | MPC                           |
| 185440          | 2006 XK52  | 14 dez 2006 | Socorro              | LINEAR              | —         | MPC                           |
| 185441          | 2006 XE54  | 15 dez 2006 | Socorro              | LINEAR              | —         | MPC                           |
| 185442          | 2006 XQ54  | 15 dez 2006 | Socorro              | LINEAR              | —         | MPC                           |
| 185443          | 2006 XG57  | 14 dez 2006 | Catalina             | CSS                 | —         | MPC                           |
| 185444          | 2006 XB59  | 14 dez 2006 | Kitt Peak            | Spacewatch          | —         | MPC                           |
| 185445          | 2006 YA2   | 17 dez 2006 | 7300 Observatory     | W. K. Y. Yeung      | —         | MPC                           |
| 185446          | 2006 YN6   | 17 dez 2006 | Mount Lemmon         | Mount Lemmon Survey | —         | MPC                           |
| 185447          | 2006 YT11  | 18 dez 2006 | Nyukasa              | Mount Nyukasa Stn.  | Mitidika  | MPC                           |
| 185448 Nomentum | 2006 YK13  | 25 dez 2006 | Vallemare di Borbona | V. S. Casulli       | Brangane  | MPC                           |
| 185449          | 2006 YG26  | 21 dez 2006 | Kitt Peak            | Spacewatch          | —         | MPC                           |
| 185450          | 2006 YG30  | 21 dez 2006 | Kitt Peak            | Spacewatch          | Brangane  | MPC                           |
| 185451          | 2006 YS30  | 21 dez 2006 | Kitt Peak            | Spacewatch          | —         | MPC                           |
| 185452          | 2006 YZ39  | 22 dez 2006 | Kitt Peak            | Spacewatch          | —         | MPC                           |
| 185453          | 2006 YK41  | 22 dez 2006 | Kitt Peak            | Spacewatch          | —         | MPC                           |
| 185454          | 2006 YW45  | 21 dez 2006 | Catalina             | CSS                 | —         | MPC                           |
| 185455          | 2006 YX46  | 22 dez 2006 | Kitt Peak            | Spacewatch          | —         | MPC                           |
| 185456          | 2007 AT    | 8 jan 2007  | Mount Lemmon         | Mount Lemmon Survey | —         | MPC                           |
| 185457          | 2007 AN2   | 8 jan 2007  | Socorro              | LINEAR              | Eos       | MPC                           |
| 185458          | 2007 AO6   | 8 jan 2007  | Kitt Peak            | Spacewatch          | —         | MPC                           |
| 185459          | 2007 AD8   | 9 jan 2007  | Mount Lemmon         | Mount Lemmon Survey | —         | MPC                           |
| 185460          | 2007 AG14  | 9 jan 2007  | Mount Lemmon         | Mount Lemmon Survey | —         | MPC                           |
| 185461          | 2007 BK1   | 16 jan 2007 | Catalina             | CSS                 | —         | MPC                           |
| 185462          | 2007 BH4   | 16 jan 2007 | Catalina             | CSS                 | Brangane  | MPC                           |
| 185463          | 2007 BQ4   | 16 jan 2007 | Catalina             | CSS                 | —         | MPC                           |
| 185464          | 2007 BS5   | 17 jan 2007 | Catalina             | CSS                 | —         | MPC                           |
| 185465          | 2007 BC18  | 17 jan 2007 | Palomar              | NEAT                | —         | MPC                           |
| 185466          | 2007 BT35  | 24 jan 2007 | Mount Lemmon         | Mount Lemmon Survey | —         | MPC                           |
| 185467          | 2007 BN37  | 24 jan 2007 | Mount Lemmon         | Mount Lemmon Survey | —         | MPC                           |
| 185468          | 2007 BR42  | 24 jan 2007 | Catalina             | CSS                 | —         | MPC                           |
| 185469          | 2007 BQ45  | 25 jan 2007 | Kitt Peak            | Spacewatch          | —         | MPC                           |
| 185470          | 2007 BT45  | 25 jan 2007 | Socorro              | LINEAR              | —         | MPC                           |
| 185471          | 2007 BV45  | 26 jan 2007 | Kitt Peak            | Spacewatch          | Brangane  | MPC                           |
| 185472          | 2007 BZ62  | 27 jan 2007 | Mount Lemmon         | Mount Lemmon Survey | —         | MPC                           |
| 185473          | 2007 BE67  | 27 jan 2007 | Mount Lemmon         | Mount Lemmon Survey | —         | MPC                           |
| 185474          | 2007 BR74  | 17 jan 2007 | Kitt Peak            | Spacewatch          | Ursula    | MPC                           |
| 185475          | 2007 BA75  | 27 jan 2007 | Kitt Peak            | Spacewatch          | —         | MPC                           |
| 185476          | 2007 CL4   | 6 fev 2007  | Mount Lemmon         | Mount Lemmon Survey | —         | MPC                           |
| 185477          | 2007 CK6   | 6 fev 2007  | Kitt Peak            | Spacewatch          | —         | MPC                           |
| 185478          | 2007 CD7   | 6 fev 2007  | Palomar              | NEAT                | —         | MPC                           |
| 185479          | 2007 CN10  | 6 fev 2007  | Mount Lemmon         | Mount Lemmon Survey | —         | MPC                           |
| 185480          | 2007 CX27  | 6 fev 2007  | Kitt Peak            | Spacewatch          | Brangane  | MPC                           |
| 185481          | 2007 CF34  | 6 fev 2007  | Mount Lemmon         | Mount Lemmon Survey | —         | MPC                           |
| 185482          | 2007 CK38  | 6 fev 2007  | Mount Lemmon         | Mount Lemmon Survey | Ursula    | MPC                           |
| 185483          | 2007 DX5   | 17 fev 2007 | Kitt Peak            | Spacewatch          | —         | MPC                           |
| 185484          | 2007 DB85  | 22 fev 2007 | Antares              | ARO                 | —         | MPC                           |
| 185485          | 2007 EL68  | 10 mar 2007 | Kitt Peak            | Spacewatch          | —         | MPC                           |
| 185486          | 2007 EP75  | 10 mar 2007 | Kitt Peak            | Spacewatch          | —         | MPC                           |
| 185487          | 2007 ED139 | 12 mar 2007 | Kitt Peak            | Spacewatch          | —         | MPC                           |
| 185488          | 2007 EF159 | 14 mar 2007 | Mount Lemmon         | Mount Lemmon Survey | —         | MPC                           |
| 185489          | 2007 FK33  | 25 mar 2007 | Mount Lemmon         | Mount Lemmon Survey | —         | MPC                           |
| 185490          | 2007 GR1   | 9 abr 2007  | Bergen-Enkheim       | Bergen-Enkheim Obs. | —         | MPC                           |
| 185491          | 2007 GP3   | 9 abr 2007  | Kitt Peak            | Spacewatch          | Mitidika  | MPC                           |
| 185492          | 2007 HA8   | 18 abr 2007 | Anderson Mesa        | LONEOS              | —         | MPC                           |
| 185493          | 2007 PO42  | 13 ago 2007 | Socorro              | LINEAR              | —         | MPC                           |
| 185494          | 2007 RB33  | 5 set 2007  | Anderson Mesa        | LONEOS              | —         | MPC                           |
| 185495          | 2007 RV141 | 13 set 2007 | Socorro              | LINEAR              | Mitidika  | MPC                           |
| 185496          | 2007 RR241 | 13 set 2007 | Socorro              | LINEAR              | —         | MPC                           |
| 185497          | 2007 RJ260 | 14 set 2007 | Mount Lemmon         | Mount Lemmon Survey | —         | MPC                           |
| 185498          | 2007 SN    | 17 set 2007 | OAM                  | Mallorca Obs.       | —         | MPC                           |
| 185499          | 2007 TV40  | 6 out 2007  | Kitt Peak            | Spacewatch          | —         | MPC                           |
| 185500          | 2007 TA54  | 4 out 2007  | Kitt Peak            | Spacewatch          | Themis    | MPC                           |

## 185501–185600
| Designação        | Designação | Descoberta  | Descoberta        | Descobridor(es)     | Categoria | Mais informações / Referência |
| Permanente        | Provisória | Data        | Local             | Descobridor(es)     | Categoria | Mais informações / Referência |
| ----------------- | ---------- | ----------- | ----------------- | ------------------- | --------- | ----------------------------- |
| 185501            | 2007 TR57  | 4 out 2007  | Kitt Peak         | Spacewatch          | —         | MPC                           |
| 185502            | 2007 TF126 | 6 out 2007  | Kitt Peak         | Spacewatch          | —         | MPC                           |
| 185503            | 2007 TK165 | 11 out 2007 | Socorro           | LINEAR              | —         | MPC                           |
| 185504            | 2007 TQ230 | 8 out 2007  | Kitt Peak         | Spacewatch          | —         | MPC                           |
| 185505            | 2007 TU251 | 12 out 2007 | Anderson Mesa     | LONEOS              | —         | MPC                           |
| 185506            | 2007 TJ315 | 12 out 2007 | Kitt Peak         | Spacewatch          | —         | MPC                           |
| 185507            | 2007 TE335 | 11 out 2007 | Kitt Peak         | Spacewatch          | Mitidika  | MPC                           |
| 185508            | 2007 TO335 | 11 out 2007 | Kitt Peak         | Spacewatch          | —         | MPC                           |
| 185509            | 2007 TJ361 | 14 out 2007 | Mount Lemmon      | Mount Lemmon Survey | —         | MPC                           |
| 185510            | 2007 TA364 | 14 out 2007 | Mount Lemmon      | Mount Lemmon Survey | —         | MPC                           |
| 185511            | 2007 TR414 | 15 out 2007 | Lulin Observatory | LUSS                | —         | MPC                           |
| 185512            | 2007 UL    | 16 out 2007 | RAS               | A. Lowe             | —         | MPC                           |
| 185513            | 2007 UY46  | 20 out 2007 | Catalina          | CSS                 | —         | MPC                           |
| 185514            | 2007 UE79  | 30 out 2007 | Mount Lemmon      | Mount Lemmon Survey | Mitidika  | MPC                           |
| 185515            | 2007 UW104 | 30 out 2007 | Kitt Peak         | Spacewatch          | —         | MPC                           |
| 185516            | 2007 UB116 | 31 out 2007 | Kitt Peak         | Spacewatch          | —         | MPC                           |
| 185517            | 2007 VQ28  | 2 nov 2007  | Kitt Peak         | Spacewatch          | —         | MPC                           |
| 185518            | 2007 VG51  | 1 nov 2007  | Kitt Peak         | Spacewatch          | —         | MPC                           |
| 185519            | 2007 VT63  | 1 nov 2007  | Kitt Peak         | Spacewatch          | —         | MPC                           |
| 185520            | 2007 VM65  | 1 nov 2007  | Kitt Peak         | Spacewatch          | —         | MPC                           |
| 185521            | 2007 VA67  | 2 nov 2007  | Kitt Peak         | Spacewatch          | —         | MPC                           |
| 185522            | 2007 VH75  | 3 nov 2007  | Kitt Peak         | Spacewatch          | —         | MPC                           |
| 185523            | 2007 VZ145 | 4 nov 2007  | Kitt Peak         | Spacewatch          | —         | MPC                           |
| 185524            | 2007 VK162 | 5 nov 2007  | Kitt Peak         | Spacewatch          | —         | MPC                           |
| 185525            | 2007 VJ164 | 5 nov 2007  | Mount Lemmon      | Mount Lemmon Survey | Mitidika  | MPC                           |
| 185526            | 2007 VT190 | 8 nov 2007  | Kitt Peak         | Spacewatch          | —         | MPC                           |
| 185527            | 2007 VE238 | 13 nov 2007 | Anderson Mesa     | LONEOS              | —         | MPC                           |
| 185528            | 2007 VR243 | 11 nov 2007 | OAM               | Mallorca Obs.       | —         | MPC                           |
| 185529            | 2007 WE12  | 17 nov 2007 | Catalina          | CSS                 | —         | MPC                           |
| 185530            | 2007 WT12  | 17 nov 2007 | Kitt Peak         | Spacewatch          | Brangane  | MPC                           |
| 185531            | 2007 WR23  | 18 nov 2007 | Mount Lemmon      | Mount Lemmon Survey | —         | MPC                           |
| 185532            | 2007 WR42  | 18 nov 2007 | Mount Lemmon      | Mount Lemmon Survey | —         | MPC                           |
| 185533            | 2007 WG53  | 17 nov 2007 | Eskridge          | Farpoint Obs.       | Themis    | MPC                           |
| 185534            | 2007 WP54  | 19 nov 2007 | Mount Lemmon      | Mount Lemmon Survey | —         | MPC                           |
| 185535 Gangda     | 2007 WH56  | 28 nov 2007 | Purple Mountain   | PMO NEO             | —         | MPC                           |
| 185536            | 2007 XS3   | 3 dez 2007  | Catalina          | CSS                 | —         | MPC                           |
| 185537            | 2007 XK12  | 4 dez 2007  | Kitt Peak         | Spacewatch          | —         | MPC                           |
| 185538 Fangcheng  | 2007 XD28  | 14 dez 2007 | Purple Mountain   | PMO NEO             | —         | MPC                           |
| 185539            | 2007 XS28  | 15 dez 2007 | Kitt Peak         | Spacewatch          | —         | MPC                           |
| 185540            | 2007 XQ32  | 15 dez 2007 | Kitt Peak         | Spacewatch          | —         | MPC                           |
| 185541            | 2007 XE33  | 15 dez 2007 | Kitt Peak         | Spacewatch          | —         | MPC                           |
| 185542            | 2007 XM39  | 13 dez 2007 | Socorro           | LINEAR              | —         | MPC                           |
| 185543            | 2007 XY39  | 13 dez 2007 | Socorro           | LINEAR              | —         | MPC                           |
| 185544            | 2007 YN28  | 18 dez 2007 | Mount Lemmon      | Mount Lemmon Survey | Juno      | MPC                           |
| 185545            | 2007 YH31  | 28 dez 2007 | Kitt Peak         | Spacewatch          | —         | MPC                           |
| 185546 Yushan     | 2007 YU31  | 28 dez 2007 | Lulin Observatory | Q.-z. Ye, C.-S. Lin | Mitidika  | MPC                           |
| 185547            | 2007 YS33  | 28 dez 2007 | Kitt Peak         | Spacewatch          | —         | MPC                           |
| 185548            | 2007 YG45  | 30 dez 2007 | Mount Lemmon      | Mount Lemmon Survey | —         | MPC                           |
| 185549            | 2007 YX52  | 30 dez 2007 | Catalina          | CSS                 | —         | MPC                           |
| 185550            | 2007 YP57  | 28 dez 2007 | Kitt Peak         | Spacewatch          | —         | MPC                           |
| 185551            | 2007 YT58  | 30 dez 2007 | Catalina          | CSS                 | —         | MPC                           |
| 185552            | 2007 YY58  | 31 dez 2007 | Catalina          | CSS                 | —         | MPC                           |
| 185553            | 2008 AX4   | 7 jan 2008  | Lulin Observatory | LUSS                | Mitidika  | MPC                           |
| 185554 Bikushev   | 2008 AB5   | 7 jan 2008  | Lulin Observatory | Q.-z. Ye            | —         | MPC                           |
| 185555            | 2008 AP8   | 10 jan 2008 | Kitt Peak         | Spacewatch          | —         | MPC                           |
| 185556            | 2008 AY8   | 10 jan 2008 | Kitt Peak         | Spacewatch          | —         | MPC                           |
| 185557            | 2008 AF16  | 10 jan 2008 | Mount Lemmon      | Mount Lemmon Survey | —         | MPC                           |
| 185558            | 2008 AG19  | 10 jan 2008 | Mount Lemmon      | Mount Lemmon Survey | —         | MPC                           |
| 185559            | 2008 AO22  | 10 jan 2008 | Mount Lemmon      | Mount Lemmon Survey | —         | MPC                           |
| 185560 Harrykroto | 2008 AQ31  | 7 jan 2008  | OAM               | Mallorca Obs.       | —         | MPC                           |
| 185561            | 2008 AV31  | 12 jan 2008 | OAM               | Mallorca Obs.       | —         | MPC                           |
| 185562            | 2008 AU32  | 13 jan 2008 | Mallorca          | Mallorca Obs.       | —         | MPC                           |
| 185563            | 2008 AL34  | 10 jan 2008 | Kitt Peak         | Spacewatch          | —         | MPC                           |
| 185564            | 2008 AO42  | 10 jan 2008 | Catalina          | CSS                 | —         | MPC                           |
| 185565            | 2008 AR42  | 10 jan 2008 | Catalina          | CSS                 | —         | MPC                           |
| 185566            | 2008 AY43  | 10 jan 2008 | Kitt Peak         | Spacewatch          | —         | MPC                           |
| 185567            | 2008 AQ59  | 11 jan 2008 | Kitt Peak         | Spacewatch          | —         | MPC                           |
| 185568            | 2008 AE71  | 12 jan 2008 | Kitt Peak         | Spacewatch          | Mitidika  | MPC                           |
| 185569            | 2008 AS77  | 12 jan 2008 | Kitt Peak         | Spacewatch          | —         | MPC                           |
| 185570            | 2008 AA78  | 12 jan 2008 | Kitt Peak         | Spacewatch          | —         | MPC                           |
| 185571            | 2008 AT98  | 14 jan 2008 | Kitt Peak         | Spacewatch          | —         | MPC                           |
| 185572            | 2008 AP103 | 15 jan 2008 | Mount Lemmon      | Mount Lemmon Survey | —         | MPC                           |
| 185573            | 2008 AE106 | 15 jan 2008 | Mount Lemmon      | Mount Lemmon Survey | —         | MPC                           |
| 185574            | 2008 BV4   | 16 jan 2008 | Kitt Peak         | Spacewatch          | —         | MPC                           |
| 185575            | 2008 BF15  | 29 jan 2008 | Junk Bond         | D. Healy            | —         | MPC                           |
| 185576 Covichi    | 2008 BL15  | 26 jan 2008 | La Cañada         | J. Lacruz           | Mitidika  | MPC                           |
| 185577 Hhaihao    | 2008 BA16  | 28 jan 2008 | Lulin Observatory | Q.-z. Ye, H.-C. Lin | —         | MPC                           |
| 185578            | 2008 BJ16  | 28 jan 2008 | OAM               | Mallorca Obs.       | —         | MPC                           |
| 185579            | 2008 BS16  | 29 jan 2008 | OAM               | Mallorca Obs.       | —         | MPC                           |
| 185580 Andratx    | 2008 BV18  | 29 jan 2008 | OAM               | Mallorca Obs.       | —         | MPC                           |
| 185581            | 2008 BM20  | 30 jan 2008 | Catalina          | CSS                 | —         | MPC                           |
| 185582            | 2008 BZ20  | 30 jan 2008 | Mount Lemmon      | Mount Lemmon Survey | —         | MPC                           |
| 185583            | 2008 BG22  | 31 jan 2008 | Mount Lemmon      | Mount Lemmon Survey | Mitidika  | MPC                           |
| 185584            | 2008 BW22  | 31 jan 2008 | Mount Lemmon      | Mount Lemmon Survey | —         | MPC                           |
| 185585            | 2008 BF23  | 31 jan 2008 | Mount Lemmon      | Mount Lemmon Survey | —         | MPC                           |
| 185586            | 2008 BJ24  | 30 jan 2008 | Kitt Peak         | Spacewatch          | —         | MPC                           |
| 185587            | 2008 BR24  | 30 jan 2008 | OAM               | Mallorca Obs.       | —         | MPC                           |
| 185588            | 2008 BH26  | 30 jan 2008 | Catalina          | CSS                 | —         | MPC                           |
| 185589            | 2008 BS31  | 30 jan 2008 | Mount Lemmon      | Mount Lemmon Survey | —         | MPC                           |
| 185590            | 2008 BJ33  | 30 jan 2008 | Kitt Peak         | Spacewatch          | —         | MPC                           |
| 185591            | 2008 BP35  | 30 jan 2008 | Kitt Peak         | Spacewatch          | —         | MPC                           |
| 185592            | 2008 BR35  | 30 jan 2008 | Kitt Peak         | Spacewatch          | —         | MPC                           |
| 185593            | 2008 BC41  | 30 jan 2008 | Catalina          | CSS                 | Ursula    | MPC                           |
| 185594            | 2008 BG42  | 31 jan 2008 | Catalina          | CSS                 | —         | MPC                           |
| 185595            | 2008 CR2   | 1 fev 2008  | Mount Lemmon      | Mount Lemmon Survey | —         | MPC                           |
| 185596            | 2008 CP3   | 2 fev 2008  | Kitt Peak         | Spacewatch          | —         | MPC                           |
| 185597            | 2008 CH4   | 2 fev 2008  | Kitt Peak         | Spacewatch          | —         | MPC                           |
| 185598            | 2008 CY5   | 7 fev 2008  | RAS               | A. Lowe             | Juno      | MPC                           |
| 185599            | 2008 CJ7   | 2 fev 2008  | Kitt Peak         | Spacewatch          | —         | MPC                           |
| 185600            | 2008 CT14  | 3 fev 2008  | Kitt Peak         | Spacewatch          | —         | MPC                           |

## 185601–185700
| Designação         | Designação | Descoberta  | Descoberta        | Descobridor(es)      | Categoria | Mais informações / Referência |
| Permanente         | Provisória | Data        | Local             | Descobridor(es)      | Categoria | Mais informações / Referência |
| ------------------ | ---------- | ----------- | ----------------- | -------------------- | --------- | ----------------------------- |
| 185601             | 2008 CC16  | 3 fev 2008  | Mount Lemmon      | Mount Lemmon Survey  | —         | MPC                           |
| 185602             | 2008 CF23  | 1 fev 2008  | Kitt Peak         | Spacewatch           | —         | MPC                           |
| 185603             | 2008 CQ23  | 1 fev 2008  | Kitt Peak         | Spacewatch           | —         | MPC                           |
| 185604             | 2008 CX23  | 1 fev 2008  | Kitt Peak         | Spacewatch           | —         | MPC                           |
| 185605             | 2008 CW25  | 1 fev 2008  | Catalina          | CSS                  | —         | MPC                           |
| 185606             | 2008 CH29  | 2 fev 2008  | Kitt Peak         | Spacewatch           | —         | MPC                           |
| 185607             | 2008 CK35  | 2 fev 2008  | Kitt Peak         | Spacewatch           | —         | MPC                           |
| 185608             | 2008 CA38  | 2 fev 2008  | Kitt Peak         | Spacewatch           | —         | MPC                           |
| 185609             | 2008 CT42  | 2 fev 2008  | Kitt Peak         | Spacewatch           | —         | MPC                           |
| 185610             | 2008 CZ44  | 2 fev 2008  | Kitt Peak         | Spacewatch           | —         | MPC                           |
| 185611             | 2008 CK46  | 2 fev 2008  | Kitt Peak         | Spacewatch           | —         | MPC                           |
| 185612             | 2008 CT49  | 6 fev 2008  | Catalina          | CSS                  | —         | MPC                           |
| 185613             | 2008 CE50  | 6 fev 2008  | Catalina          | CSS                  | —         | MPC                           |
| 185614             | 2008 CD61  | 7 fev 2008  | Mount Lemmon      | Mount Lemmon Survey  | —         | MPC                           |
| 185615             | 2008 CZ66  | 8 fev 2008  | Catalina          | CSS                  | Phocaea   | MPC                           |
| 185616             | 2008 CC72  | 9 fev 2008  | Catalina          | CSS                  | —         | MPC                           |
| 185617             | 2008 CS85  | 7 fev 2008  | Mount Lemmon      | Mount Lemmon Survey  | —         | MPC                           |
| 185618             | 2008 CR93  | 8 fev 2008  | Mount Lemmon      | Mount Lemmon Survey  | —         | MPC                           |
| 185619             | 2008 CH97  | 9 fev 2008  | Kitt Peak         | Spacewatch           | —         | MPC                           |
| 185620             | 2008 CL120 | 6 fev 2008  | Catalina          | CSS                  | —         | MPC                           |
| 185621             | 2008 CA121 | 6 fev 2008  | Catalina          | CSS                  | —         | MPC                           |
| 185622             | 2008 CH127 | 8 fev 2008  | Kitt Peak         | Spacewatch           | —         | MPC                           |
| 185623             | 2008 CJ135 | 8 fev 2008  | Mount Lemmon      | Mount Lemmon Survey  | —         | MPC                           |
| 185624             | 2008 CU163 | 10 fev 2008 | Catalina          | CSS                  | —         | MPC                           |
| 185625             | 2008 CD167 | 11 fev 2008 | Mount Lemmon      | Mount Lemmon Survey  | —         | MPC                           |
| 185626             | 2008 CU175 | 6 fev 2008  | Socorro           | LINEAR               | Phocaea   | MPC                           |
| 185627             | 2008 CC178 | 6 fev 2008  | Catalina          | CSS                  | —         | MPC                           |
| 185628             | 2008 CD179 | 6 fev 2008  | Catalina          | CSS                  | —         | MPC                           |
| 185629             | 2008 CY180 | 9 fev 2008  | Catalina          | CSS                  | —         | MPC                           |
| 185630             | 2008 CZ180 | 9 fev 2008  | Catalina          | CSS                  | —         | MPC                           |
| 185631             | 2008 CZ181 | 11 fev 2008 | Mount Lemmon      | Mount Lemmon Survey  | —         | MPC                           |
| 185632             | 2008 CS183 | 13 fev 2008 | Catalina          | CSS                  | —         | MPC                           |
| 185633 Rainbach    | 2008 DO    | 24 fev 2008 | Gaisberg          | R. Gierlinger        | —         | MPC                           |
| 185634             | 2008 DR11  | 26 fev 2008 | Anderson Mesa     | LONEOS               | —         | MPC                           |
| 185635             | 2008 DL27  | 26 fev 2008 | Socorro           | LINEAR               | —         | MPC                           |
| 185636 Shiao Lin   | 2008 DV40  | 27 fev 2008 | Lulin Observatory | C.-S. Lin, Q.-z. Ye  | Brangane  | MPC                           |
| 185637             | 2008 DH54  | 27 fev 2008 | Catalina          | CSS                  | —         | MPC                           |
| 185638 Erwinschwab | 2008 EU7   | 1 mar 2008  | OAM               | Mallorca Obs.        | —         | MPC                           |
| 185639 Rainerkling | 2008 EH8   | 2 mar 2008  | OAM               | Mallorca Obs.        | —         | MPC                           |
| 185640 Sunyisui    | 2008 EB34  | 1 mar 2008  | XuYi              | PMO NEO              | —         | MPC                           |
| 185641 Judd        | 2008 EH69  | 5 mar 2008  | Wrightwood        | J. W. Young          | —         | MPC                           |
| 185642             | 2008 EV88  | 8 mar 2008  | RAS               | A. Lowe              | —         | MPC                           |
| 185643             | 2040 P-L   | 24 set 1960 | Palomar           | PLS                  | —         | MPC                           |
| 185644             | 4890 P-L   | 24 set 1960 | Palomar           | PLS                  | —         | MPC                           |
| 185645             | 6733 P-L   | 24 set 1960 | Palomar           | PLS                  | —         | MPC                           |
| 185646             | 3217 T-2   | 30 set 1973 | Palomar           | PLS                  | —         | MPC                           |
| 185647             | 4226 T-2   | 29 set 1973 | Palomar           | PLS                  | —         | MPC                           |
| 185648             | 1067 T-3   | 17 out 1977 | Palomar           | PLS                  | —         | MPC                           |
| 185649             | 1802 T-3   | 17 out 1977 | Palomar           | PLS                  | —         | MPC                           |
| 185650             | 2608 T-3   | 16 out 1977 | Palomar           | PLS                  | —         | MPC                           |
| 185651             | 3043 T-3   | 16 out 1977 | Palomar           | PLS                  | —         | MPC                           |
| 185652             | 3199 T-3   | 16 out 1977 | Palomar           | PLS                  | —         | MPC                           |
| 185653             | 3442 T-3   | 16 out 1977 | Palomar           | PLS                  | —         | MPC                           |
| 185654             | 3980 T-3   | 16 out 1977 | Palomar           | PLS                  | —         | MPC                           |
| 185655             | 4368 T-3   | 16 out 1977 | Palomar           | PLS                  | —         | MPC                           |
| 185656             | 1981 ET35  | 2 mar 1981  | Siding Spring     | S. J. Bus            | Brangane  | MPC                           |
| 185657             | 1992 WL6   | 19 nov 1992 | Kitt Peak         | Spacewatch           | —         | MPC                           |
| 185658             | 1993 FG3   | 24 mar 1993 | Kitt Peak         | Spacewatch           | —         | MPC                           |
| 185659             | 1993 FT45  | 19 mar 1993 | La Silla          | UESAC                | —         | MPC                           |
| 185660             | 1993 RE4   | 15 set 1993 | La Silla          | E. W. Elst           | Ursula    | MPC                           |
| 185661             | 1993 TY23  | 9 out 1993  | La Silla          | E. W. Elst           | —         | MPC                           |
| 185662             | 1994 AG13  | 11 jan 1994 | Kitt Peak         | Spacewatch           | —         | MPC                           |
| 185663             | 1994 EE    | 4 mar 1994  | Stroncone         | A. Vagnozzi          | —         | MPC                           |
| 185664             | 1995 AW1   | 7 jan 1995  | Kitt Peak         | Spacewatch           | —         | MPC                           |
| 185665             | 1995 CS2   | 1 fev 1995  | Kitt Peak         | Spacewatch           | —         | MPC                           |
| 185666             | 1995 FT9   | 26 mar 1995 | Kitt Peak         | Spacewatch           | —         | MPC                           |
| 185667             | 1995 FY11  | 27 mar 1995 | Kitt Peak         | Spacewatch           | —         | MPC                           |
| 185668             | 1995 MF4   | 29 jun 1995 | Kitt Peak         | Spacewatch           | —         | MPC                           |
| 185669             | 1995 MN6   | 28 jun 1995 | Kitt Peak         | Spacewatch           | —         | MPC                           |
| 185670             | 1995 RS    | 14 set 1995 | Haleakalā         | AMOS                 | —         | MPC                           |
| 185671             | 1995 SC20  | 18 set 1995 | Kitt Peak         | Spacewatch           | Mitidika  | MPC                           |
| 185672             | 1995 SZ25  | 19 set 1995 | Kitt Peak         | Spacewatch           | —         | MPC                           |
| 185673             | 1995 SD32  | 21 set 1995 | Kitt Peak         | Spacewatch           | —         | MPC                           |
| 185674             | 1995 SM68  | 20 set 1995 | Kitt Peak         | Spacewatch           | —         | MPC                           |
| 185675             | 1995 SN79  | 21 set 1995 | Kitt Peak         | Spacewatch           | —         | MPC                           |
| 185676             | 1995 SN88  | 26 set 1995 | Kitt Peak         | Spacewatch           | Mitidika  | MPC                           |
| 185677             | 1995 SB90  | 18 set 1995 | Kitt Peak         | Spacewatch           | —         | MPC                           |
| 185678             | 1995 TN1   | 14 out 1995 | Xinglong          | SCAP                 | —         | MPC                           |
| 185679             | 1995 UK36  | 21 out 1995 | Kitt Peak         | Spacewatch           | —         | MPC                           |
| 185680             | 1995 YC6   | 16 dez 1995 | Kitt Peak         | Spacewatch           | —         | MPC                           |
| 185681             | 1996 AB13  | 15 jan 1996 | Kitt Peak         | Spacewatch           | —         | MPC                           |
| 185682             | 1996 JR16  | 11 mai 1996 | Kitt Peak         | Spacewatch           | —         | MPC                           |
| 185683             | 1996 ML1   | 16 jun 1996 | Kitt Peak         | Spacewatch           | —         | MPC                           |
| 185684             | 1996 RX5   | 5 set 1996  | Kitt Peak         | Spacewatch           | —         | MPC                           |
| 185685             | 1996 TP27  | 7 out 1996  | Kitt Peak         | Spacewatch           | —         | MPC                           |
| 185686             | 1996 VY17  | 6 nov 1996  | Kitt Peak         | Spacewatch           | —         | MPC                           |
| 185687             | 1996 XP16  | 4 dez 1996  | Kitt Peak         | Spacewatch           | —         | MPC                           |
| 185688             | 1997 CC6   | 6 fev 1997  | Sormano           | M. Cavagna, A. Testa | —         | MPC                           |
| 185689             | 1997 GR7   | 2 abr 1997  | Socorro           | LINEAR               | —         | MPC                           |
| 185690             | 1997 GB9   | 3 abr 1997  | Socorro           | LINEAR               | —         | MPC                           |
| 185691             | 1997 GT10  | 3 abr 1997  | Socorro           | LINEAR               | —         | MPC                           |
| 185692             | 1997 GY31  | 15 abr 1997 | Kitt Peak         | Spacewatch           | Juno      | MPC                           |
| 185693             | 1997 HV3   | 30 abr 1997 | Kitt Peak         | Spacewatch           | —         | MPC                           |
| 185694             | 1997 TF16  | 7 out 1997  | Kitt Peak         | Spacewatch           | —         | MPC                           |
| 185695             | 1997 US12  | 23 out 1997 | Kitt Peak         | Spacewatch           | —         | MPC                           |
| 185696             | 1997 WJ4   | 20 nov 1997 | Kitt Peak         | Spacewatch           | —         | MPC                           |
| 185697             | 1997 WO9   | 21 nov 1997 | Kitt Peak         | Spacewatch           | Eos       | MPC                           |
| 185698             | 1998 BT27  | 23 jan 1998 | Kitt Peak         | Spacewatch           | —         | MPC                           |
| 185699             | 1998 BF39  | 29 jan 1998 | Kitt Peak         | Spacewatch           | —         | MPC                           |
| 185700             | 1998 DT6   | 17 fev 1998 | Kitt Peak         | Spacewatch           | —         | MPC                           |

## 185701–185800
| Designação          | Designação | Descoberta  | Descoberta          | Descobridor(es)        | Categoria | Mais informações / Referência |
| Permanente          | Provisória | Data        | Local               | Descobridor(es)        | Categoria | Mais informações / Referência |
| ------------------- | ---------- | ----------- | ------------------- | ---------------------- | --------- | ----------------------------- |
| 185701              | 1998 FB73  | 29 mar 1998 | Caussols            | ODAS                   | —         | MPC                           |
| 185702              | 1998 HK3   | 20 abr 1998 | Socorro             | LINEAR                 | —         | MPC                           |
| 185703              | 1998 KW    | 20 mai 1998 | Caussols            | ODAS                   | —         | MPC                           |
| 185704              | 1998 OD8   | 26 jul 1998 | La Silla            | E. W. Elst             | —         | MPC                           |
| 185705              | 1998 QD24  | 17 ago 1998 | Socorro             | LINEAR                 | —         | MPC                           |
| 185706              | 1998 QX69  | 24 ago 1998 | Socorro             | LINEAR                 | —         | MPC                           |
| 185707              | 1998 QU77  | 24 ago 1998 | Socorro             | LINEAR                 | —         | MPC                           |
| 185708              | 1998 QR95  | 19 ago 1998 | Socorro             | LINEAR                 | —         | MPC                           |
| 185709              | 1998 RM14  | 14 set 1998 | Kitt Peak           | Spacewatch             | —         | MPC                           |
| 185710              | 1998 RQ25  | 14 set 1998 | Socorro             | LINEAR                 | —         | MPC                           |
| 185711              | 1998 RB70  | 14 set 1998 | Socorro             | LINEAR                 | —         | MPC                           |
| 185712              | 1998 RH70  | 14 set 1998 | Socorro             | LINEAR                 | —         | MPC                           |
| 185713              | 1998 SC3   | 17 set 1998 | Caussols            | ODAS                   | —         | MPC                           |
| 185714              | 1998 SU6   | 26 set 1998 | Socorro             | LINEAR                 | —         | MPC                           |
| 185715              | 1998 SJ11  | 17 set 1998 | Caussols            | ODAS                   | —         | MPC                           |
| 185716              | 1998 SF35  | 24 set 1998 | Socorro             | LINEAR                 | —         | MPC                           |
| 185717              | 1998 SB52  | 28 set 1998 | Kitt Peak           | Spacewatch             | —         | MPC                           |
| 185718              | 1998 SY64  | 20 set 1998 | La Silla            | E. W. Elst             | —         | MPC                           |
| 185719              | 1998 SV80  | 26 set 1998 | Socorro             | LINEAR                 | —         | MPC                           |
| 185720              | 1998 SG89  | 26 set 1998 | Socorro             | LINEAR                 | —         | MPC                           |
| 185721              | 1998 SS92  | 26 set 1998 | Socorro             | LINEAR                 | —         | MPC                           |
| 185722              | 1998 SF93  | 26 set 1998 | Socorro             | LINEAR                 | —         | MPC                           |
| 185723              | 1998 SB99  | 26 set 1998 | Socorro             | LINEAR                 | —         | MPC                           |
| 185724              | 1998 SN101 | 26 set 1998 | Socorro             | LINEAR                 | —         | MPC                           |
| 185725              | 1998 SZ119 | 26 set 1998 | Socorro             | LINEAR                 | —         | MPC                           |
| 185726              | 1998 SR140 | 26 set 1998 | Socorro             | LINEAR                 | —         | MPC                           |
| 185727              | 1998 SN158 | 26 set 1998 | Socorro             | LINEAR                 | —         | MPC                           |
| 185728              | 1998 UZ3   | 20 out 1998 | Caussols            | ODAS                   | —         | MPC                           |
| 185729              | 1998 UN25  | 18 out 1998 | La Silla            | E. W. Elst             | —         | MPC                           |
| 185730              | 1998 UR35  | 28 out 1998 | Socorro             | LINEAR                 | —         | MPC                           |
| 185731              | 1998 VO5   | 8 nov 1998  | Gekko               | T. Kagawa              | —         | MPC                           |
| 185732              | 1998 WV11  | 21 nov 1998 | Socorro             | LINEAR                 | —         | MPC                           |
| 185733 Luigicolzani | 1998 WW30  | 28 nov 1998 | Sormano             | M. Cavagna, A. Testa   | —         | MPC                           |
| 185734              | 1998 WQ32  | 19 nov 1998 | Anderson Mesa       | LONEOS                 | —         | MPC                           |
| 185735              | 1998 XD10  | 7 dez 1998  | Caussols            | ODAS                   | —         | MPC                           |
| 185736              | 1998 XA27  | 14 dez 1998 | Socorro             | LINEAR                 | —         | MPC                           |
| 185737              | 1998 YA17  | 22 dez 1998 | Kitt Peak           | Spacewatch             | —         | MPC                           |
| 185738              | 1999 CQ65  | 12 fev 1999 | Socorro             | LINEAR                 | —         | MPC                           |
| 185739              | 1999 CW80  | 12 fev 1999 | Socorro             | LINEAR                 | —         | MPC                           |
| 185740              | 1999 CB107 | 12 fev 1999 | Socorro             | LINEAR                 | —         | MPC                           |
| 185741              | 1999 CA145 | 8 fev 1999  | Kitt Peak           | Spacewatch             | —         | MPC                           |
| 185742              | 1999 EE13  | 9 mar 1999  | Kitt Peak           | Spacewatch             | —         | MPC                           |
| 185743              | 1999 FP74  | 20 mar 1999 | Apache Point        | SDSS                   | —         | MPC                           |
| 185744 Hogan        | 1999 FK90  | 21 mar 1999 | Apache Point        | SDSS                   | —         | MPC                           |
| 185745              | 1999 HM11  | 16 abr 1999 | Catalina            | CSS                    | —         | MPC                           |
| 185746              | 1999 LO1   | 7 jun 1999  | Kitt Peak           | Spacewatch             | —         | MPC                           |
| 185747              | 1999 LZ29  | 10 jun 1999 | Kitt Peak           | Spacewatch             | —         | MPC                           |
| 185748              | 1999 NX4   | 15 jul 1999 | Gnosca              | S. Sposetti            | —         | MPC                           |
| 185749              | 1999 RT53  | 7 set 1999  | Socorro             | LINEAR                 | —         | MPC                           |
| 185750              | 1999 RT74  | 7 set 1999  | Socorro             | LINEAR                 | —         | MPC                           |
| 185751              | 1999 RE109 | 8 set 1999  | Socorro             | LINEAR                 | —         | MPC                           |
| 185752              | 1999 RC165 | 9 set 1999  | Socorro             | LINEAR                 | —         | MPC                           |
| 185753              | 1999 RM193 | 13 set 1999 | Eskridge            | G. Hug, G. Bell        | —         | MPC                           |
| 185754              | 1999 RU233 | 8 set 1999  | Catalina            | CSS                    | Brangane  | MPC                           |
| 185755              | 1999 SV    | 16 set 1999 | Kitt Peak           | Spacewatch             | —         | MPC                           |
| 185756              | 1999 TM9   | 7 out 1999  | Višnjan Observatory | K. Korlević, M. Jurić  | —         | MPC                           |
| 185757              | 1999 TK15  | 12 out 1999 | Ondřejov            | P. Pravec, P. Kušnirák | —         | MPC                           |
| 185758              | 1999 TE18  | 10 out 1999 | Xinglong            | SCAP                   | —         | MPC                           |
| 185759              | 1999 TO43  | 3 out 1999  | Kitt Peak           | Spacewatch             | —         | MPC                           |
| 185760              | 1999 TZ61  | 7 out 1999  | Kitt Peak           | Spacewatch             | —         | MPC                           |
| 185761              | 1999 TN73  | 10 out 1999 | Kitt Peak           | Spacewatch             | —         | MPC                           |
| 185762              | 1999 TP78  | 11 out 1999 | Kitt Peak           | Spacewatch             | Ursula    | MPC                           |
| 185763              | 1999 TK83  | 12 out 1999 | Kitt Peak           | Spacewatch             | —         | MPC                           |
| 185764              | 1999 TL92  | 2 out 1999  | Socorro             | LINEAR                 | —         | MPC                           |
| 185765              | 1999 TV106 | 4 out 1999  | Socorro             | LINEAR                 | —         | MPC                           |
| 185766              | 1999 TK114 | 4 out 1999  | Socorro             | LINEAR                 | —         | MPC                           |
| 185767              | 1999 TF136 | 6 out 1999  | Socorro             | LINEAR                 | Ursula    | MPC                           |
| 185768              | 1999 TZ137 | 6 out 1999  | Socorro             | LINEAR                 | —         | MPC                           |
| 185769              | 1999 TG164 | 9 out 1999  | Socorro             | LINEAR                 | —         | MPC                           |
| 185770              | 1999 TE166 | 10 out 1999 | Socorro             | LINEAR                 | —         | MPC                           |
| 185771              | 1999 TT170 | 10 out 1999 | Socorro             | LINEAR                 | —         | MPC                           |
| 185772              | 1999 TH176 | 10 out 1999 | Socorro             | LINEAR                 | —         | MPC                           |
| 185773              | 1999 TO232 | 5 out 1999  | Catalina            | CSS                    | —         | MPC                           |
| 185774              | 1999 TK236 | 3 out 1999  | Catalina            | CSS                    | —         | MPC                           |
| 185775              | 1999 TE241 | 4 out 1999  | Catalina            | CSS                    | —         | MPC                           |
| 185776              | 1999 TW269 | 3 out 1999  | Socorro             | LINEAR                 | —         | MPC                           |
| 185777              | 1999 TY290 | 10 out 1999 | Socorro             | LINEAR                 | —         | MPC                           |
| 185778              | 1999 TL291 | 10 out 1999 | Socorro             | LINEAR                 | Ursula    | MPC                           |
| 185779              | 1999 UO20  | 31 out 1999 | Kitt Peak           | Spacewatch             | —         | MPC                           |
| 185780              | 1999 UA34  | 31 out 1999 | Kitt Peak           | Spacewatch             | —         | MPC                           |
| 185781              | 1999 US40  | 16 out 1999 | Kitt Peak           | Spacewatch             | —         | MPC                           |
| 185782              | 1999 UG43  | 28 out 1999 | Catalina            | CSS                    | —         | MPC                           |
| 185783              | 1999 UP48  | 30 out 1999 | Kitt Peak           | Spacewatch             | —         | MPC                           |
| 185784              | 1999 UK54  | 19 out 1999 | Kitt Peak           | Spacewatch             | —         | MPC                           |
| 185785              | 1999 VY18  | 2 nov 1999  | Kitt Peak           | Spacewatch             | —         | MPC                           |
| 185786              | 1999 VU24  | 13 nov 1999 | Oizumi              | T. Kobayashi           | —         | MPC                           |
| 185787              | 1999 VH32  | 3 nov 1999  | Socorro             | LINEAR                 | —         | MPC                           |
| 185788              | 1999 VL57  | 4 nov 1999  | Socorro             | LINEAR                 | —         | MPC                           |
| 185789              | 1999 VH69  | 4 nov 1999  | Socorro             | LINEAR                 | Ursula    | MPC                           |
| 185790              | 1999 VR70  | 4 nov 1999  | Socorro             | LINEAR                 | —         | MPC                           |
| 185791              | 1999 VT102 | 9 nov 1999  | Socorro             | LINEAR                 | —         | MPC                           |
| 185792              | 1999 VH105 | 9 nov 1999  | Socorro             | LINEAR                 | —         | MPC                           |
| 185793              | 1999 VT117 | 9 nov 1999  | Kitt Peak           | Spacewatch             | —         | MPC                           |
| 185794              | 1999 VB127 | 9 nov 1999  | Kitt Peak           | Spacewatch             | —         | MPC                           |
| 185795              | 1999 VJ143 | 14 nov 1999 | Socorro             | LINEAR                 | —         | MPC                           |
| 185796              | 1999 VA151 | 14 nov 1999 | Socorro             | LINEAR                 | —         | MPC                           |
| 185797              | 1999 VL152 | 10 nov 1999 | Kitt Peak           | Spacewatch             | —         | MPC                           |
| 185798              | 1999 VU155 | 9 nov 1999  | Socorro             | LINEAR                 | —         | MPC                           |
| 185799              | 1999 VW155 | 9 nov 1999  | Socorro             | LINEAR                 | —         | MPC                           |
| 185800              | 1999 VF164 | 14 nov 1999 | Socorro             | LINEAR                 | —         | MPC                           |

## 185801–185900
| Designação | Designação | Descoberta  | Descoberta    | Descobridor(es) | Categoria | Mais informações / Referência |
| Permanente | Provisória | Data        | Local         | Descobridor(es) | Categoria | Mais informações / Referência |
| ---------- | ---------- | ----------- | ------------- | --------------- | --------- | ----------------------------- |
| 185801     | 1999 VV164 | 14 nov 1999 | Socorro       | LINEAR          | —         | MPC                           |
| 185802     | 1999 VA166 | 14 nov 1999 | Socorro       | LINEAR          | —         | MPC                           |
| 185803     | 1999 VX174 | 4 nov 1999  | Kitt Peak     | Spacewatch      | —         | MPC                           |
| 185804     | 1999 VR175 | 11 nov 1999 | Kitt Peak     | Spacewatch      | —         | MPC                           |
| 185805     | 1999 VS195 | 3 nov 1999  | Catalina      | CSS             | —         | MPC                           |
| 185806     | 1999 VF197 | 2 nov 1999  | Catalina      | CSS             | —         | MPC                           |
| 185807     | 1999 VL206 | 9 nov 1999  | Catalina      | CSS             | —         | MPC                           |
| 185808     | 1999 VF213 | 12 nov 1999 | Socorro       | LINEAR          | —         | MPC                           |
| 185809     | 1999 VU218 | 3 nov 1999  | Kitt Peak     | Spacewatch      | —         | MPC                           |
| 185810     | 1999 VH220 | 3 nov 1999  | Kitt Peak     | Spacewatch      | —         | MPC                           |
| 185811     | 1999 VA230 | 9 nov 1999  | Catalina      | CSS             | —         | MPC                           |
| 185812     | 1999 XJ5   | 4 dez 1999  | Catalina      | CSS             | Ursula    | MPC                           |
| 185813     | 1999 XX60  | 7 dez 1999  | Socorro       | LINEAR          | —         | MPC                           |
| 185814     | 1999 XH62  | 7 dez 1999  | Socorro       | LINEAR          | —         | MPC                           |
| 185815     | 1999 XH139 | 2 dez 1999  | Kitt Peak     | Spacewatch      | —         | MPC                           |
| 185816     | 1999 XD146 | 7 dez 1999  | Kitt Peak     | Spacewatch      | Ursula    | MPC                           |
| 185817     | 1999 XP197 | 12 dez 1999 | Socorro       | LINEAR          | —         | MPC                           |
| 185818     | 1999 XY216 | 13 dez 1999 | Kitt Peak     | Spacewatch      | Mitidika  | MPC                           |
| 185819     | 1999 XU221 | 15 dez 1999 | Socorro       | LINEAR          | —         | MPC                           |
| 185820     | 1999 XW255 | 5 dez 1999  | Kitt Peak     | Spacewatch      | Mitidika  | MPC                           |
| 185821     | 1999 YL15  | 31 dez 1999 | Kitt Peak     | Spacewatch      | —         | MPC                           |
| 185822     | 2000 AU4   | 3 jan 2000  | EverStaR      | Everstar Obs.   | —         | MPC                           |
| 185823     | 2000 AA28  | 3 jan 2000  | Socorro       | LINEAR          | —         | MPC                           |
| 185824     | 2000 AW37  | 3 jan 2000  | Socorro       | LINEAR          | —         | MPC                           |
| 185825     | 2000 AN86  | 5 jan 2000  | Socorro       | LINEAR          | —         | MPC                           |
| 185826     | 2000 AO104 | 5 jan 2000  | Socorro       | LINEAR          | —         | MPC                           |
| 185827     | 2000 AA134 | 4 jan 2000  | Socorro       | LINEAR          | —         | MPC                           |
| 185828     | 2000 AW153 | 2 jan 2000  | Socorro       | LINEAR          | —         | MPC                           |
| 185829     | 2000 AZ170 | 7 jan 2000  | Socorro       | LINEAR          | —         | MPC                           |
| 185830     | 2000 AB181 | 7 jan 2000  | Socorro       | LINEAR          | —         | MPC                           |
| 185831     | 2000 AO219 | 8 jan 2000  | Kitt Peak     | Spacewatch      | —         | MPC                           |
| 185832     | 2000 AS220 | 8 jan 2000  | Kitt Peak     | Spacewatch      | —         | MPC                           |
| 185833     | 2000 AL221 | 8 jan 2000  | Kitt Peak     | Spacewatch      | —         | MPC                           |
| 185834     | 2000 BO12  | 28 jan 2000 | Kitt Peak     | Spacewatch      | —         | MPC                           |
| 185835     | 2000 BT25  | 30 jan 2000 | Socorro       | LINEAR          | —         | MPC                           |
| 185836     | 2000 BE35  | 30 jan 2000 | Socorro       | LINEAR          | —         | MPC                           |
| 185837     | 2000 BH37  | 26 jan 2000 | Kitt Peak     | Spacewatch      | Mitidika  | MPC                           |
| 185838     | 2000 CB11  | 2 fev 2000  | Socorro       | LINEAR          | —         | MPC                           |
| 185839     | 2000 CF68  | 1 fev 2000  | Kitt Peak     | Spacewatch      | —         | MPC                           |
| 185840     | 2000 CX75  | 8 fev 2000  | Socorro       | LINEAR          | —         | MPC                           |
| 185841     | 2000 CJ81  | 4 fev 2000  | Socorro       | LINEAR          | Pallas    | MPC                           |
| 185842     | 2000 CH98  | 7 fev 2000  | Kitt Peak     | Spacewatch      | Mitidika  | MPC                           |
| 185843     | 2000 CW113 | 12 fev 2000 | Kitt Peak     | Spacewatch      | —         | MPC                           |
| 185844     | 2000 CY136 | 3 fev 2000  | Kitt Peak     | Spacewatch      | —         | MPC                           |
| 185845     | 2000 DT4   | 28 fev 2000 | Socorro       | LINEAR          | —         | MPC                           |
| 185846     | 2000 DB30  | 29 fev 2000 | Socorro       | LINEAR          | —         | MPC                           |
| 185847     | 2000 DG48  | 29 fev 2000 | Socorro       | LINEAR          | —         | MPC                           |
| 185848     | 2000 DQ50  | 29 fev 2000 | Socorro       | LINEAR          | —         | MPC                           |
| 185849     | 2000 DK66  | 29 fev 2000 | Socorro       | LINEAR          | —         | MPC                           |
| 185850     | 2000 DZ85  | 29 fev 2000 | Socorro       | LINEAR          | —         | MPC                           |
| 185851     | 2000 DP107 | 29 fev 2000 | Socorro       | LINEAR          | —         | MPC                           |
| 185852     | 2000 EV1   | 3 mar 2000  | Socorro       | LINEAR          | —         | MPC                           |
| 185853     | 2000 ER70  | 4 mar 2000  | Socorro       | LINEAR          | —         | MPC                           |
| 185854     | 2000 EU106 | 9 mar 2000  | Socorro       | LINEAR          | —         | MPC                           |
| 185855     | 2000 EX114 | 10 mar 2000 | Kitt Peak     | Spacewatch      | —         | MPC                           |
| 185856     | 2000 ER129 | 11 mar 2000 | Anderson Mesa | LONEOS          | —         | MPC                           |
| 185857     | 2000 EZ168 | 4 mar 2000  | Socorro       | LINEAR          | —         | MPC                           |
| 185858     | 2000 GB    | 1 abr 2000  | Kitt Peak     | Spacewatch      | —         | MPC                           |
| 185859     | 2000 GH26  | 5 abr 2000  | Socorro       | LINEAR          | —         | MPC                           |
| 185860     | 2000 GT29  | 5 abr 2000  | Socorro       | LINEAR          | —         | MPC                           |
| 185861     | 2000 GU150 | 5 abr 2000  | Socorro       | LINEAR          | Juno      | MPC                           |
| 185862     | 2000 GO163 | 10 abr 2000 | Haleakalā     | NEAT            | —         | MPC                           |
| 185863     | 2000 GK169 | 2 abr 2000  | Anderson Mesa | LONEOS          | Juno      | MPC                           |
| 185864     | 2000 HJ9   | 27 abr 2000 | Socorro       | LINEAR          | —         | MPC                           |
| 185865     | 2000 HG39  | 29 abr 2000 | Kitt Peak     | Spacewatch      | —         | MPC                           |
| 185866     | 2000 HL92  | 29 abr 2000 | Anderson Mesa | LONEOS          | Phocaea   | MPC                           |
| 185867     | 2000 HL95  | 28 abr 2000 | Kitt Peak     | Spacewatch      | —         | MPC                           |
| 185868     | 2000 JG3   | 3 mai 2000  | Socorro       | LINEAR          | Juno      | MPC                           |
| 185869     | 2000 JL8   | 5 mai 2000  | Kitt Peak     | Spacewatch      | —         | MPC                           |
| 185870     | 2000 JL10  | 7 mai 2000  | Socorro       | LINEAR          | Juno      | MPC                           |
| 185871     | 2000 JY27  | 7 mai 2000  | Socorro       | LINEAR          | —         | MPC                           |
| 185872     | 2000 KZ    | 24 mai 2000 | Kitt Peak     | Spacewatch      | —         | MPC                           |
| 185873     | 2000 KH3   | 26 mai 2000 | Socorro       | LINEAR          | Juno      | MPC                           |
| 185874     | 2000 KW4   | 27 mai 2000 | Socorro       | LINEAR          | —         | MPC                           |
| 185875     | 2000 LR23  | 7 jun 2000  | Socorro       | LINEAR          | —         | MPC                           |
| 185876     | 2000 NF18  | 5 jul 2000  | Anderson Mesa | LONEOS          | —         | MPC                           |
| 185877     | 2000 OB8   | 30 jul 2000 | Socorro       | LINEAR          | —         | MPC                           |
| 185878     | 2000 OD22  | 30 jul 2000 | Socorro       | LINEAR          | —         | MPC                           |
| 185879     | 2000 OP38  | 30 jul 2000 | Socorro       | LINEAR          | —         | MPC                           |
| 185880     | 2000 OQ41  | 30 jul 2000 | Socorro       | LINEAR          | —         | MPC                           |
| 185881     | 2000 OQ44  | 30 jul 2000 | Socorro       | LINEAR          | —         | MPC                           |
| 185882     | 2000 QC15  | 24 ago 2000 | Socorro       | LINEAR          | Phocaea   | MPC                           |
| 185883     | 2000 QC43  | 24 ago 2000 | Socorro       | LINEAR          | —         | MPC                           |
| 185884     | 2000 QX48  | 24 ago 2000 | Socorro       | LINEAR          | —         | MPC                           |
| 185885     | 2000 QN62  | 28 ago 2000 | Socorro       | LINEAR          | —         | MPC                           |
| 185886     | 2000 QW156 | 31 ago 2000 | Socorro       | LINEAR          | —         | MPC                           |
| 185887     | 2000 QR158 | 31 ago 2000 | Socorro       | LINEAR          | —         | MPC                           |
| 185888     | 2000 QD176 | 31 ago 2000 | Socorro       | LINEAR          | —         | MPC                           |
| 185889     | 2000 QK192 | 26 ago 2000 | Socorro       | LINEAR          | Phocaea   | MPC                           |
| 185890     | 2000 QY208 | 31 ago 2000 | Socorro       | LINEAR          | —         | MPC                           |
| 185891     | 2000 QP224 | 26 ago 2000 | Haleakalā     | NEAT            | —         | MPC                           |
| 185892     | 2000 QT229 | 31 ago 2000 | Socorro       | LINEAR          | —         | MPC                           |
| 185893     | 2000 QE232 | 30 ago 2000 | Kitt Peak     | Spacewatch      | —         | MPC                           |
| 185894     | 2000 QF232 | 30 ago 2000 | Kitt Peak     | Spacewatch      | —         | MPC                           |
| 185895     | 2000 RC1   | 1 set 2000  | Socorro       | LINEAR          | —         | MPC                           |
| 185896     | 2000 RD13  | 1 set 2000  | Socorro       | LINEAR          | —         | MPC                           |
| 185897     | 2000 RS16  | 1 set 2000  | Socorro       | LINEAR          | Eos       | MPC                           |
| 185898     | 2000 RE48  | 3 set 2000  | Socorro       | LINEAR          | —         | MPC                           |
| 185899     | 2000 RC80  | 1 set 2000  | Socorro       | LINEAR          | Phocaea   | MPC                           |
| 185900     | 2000 SV1   | 19 set 2000 | Prescott      | P. G. Comba     | —         | MPC                           |

## 185901–186000
| Designação | Designação | Descoberta  | Descoberta    | Descobridor(es)        | Categoria | Mais informações / Referência |
| Permanente | Provisória | Data        | Local         | Descobridor(es)        | Categoria | Mais informações / Referência |
| ---------- | ---------- | ----------- | ------------- | ---------------------- | --------- | ----------------------------- |
| 185901     | 2000 SU10  | 24 set 2000 | Prescott      | P. G. Comba            | —         | MPC                           |
| 185902     | 2000 SH34  | 24 set 2000 | Socorro       | LINEAR                 | —         | MPC                           |
| 185903     | 2000 SH61  | 24 set 2000 | Socorro       | LINEAR                 | —         | MPC                           |
| 185904     | 2000 SP71  | 24 set 2000 | Socorro       | LINEAR                 | —         | MPC                           |
| 185905     | 2000 SM90  | 22 set 2000 | Socorro       | LINEAR                 | —         | MPC                           |
| 185906     | 2000 SF94  | 23 set 2000 | Socorro       | LINEAR                 | —         | MPC                           |
| 185907     | 2000 SZ97  | 23 set 2000 | Socorro       | LINEAR                 | —         | MPC                           |
| 185908     | 2000 SZ117 | 24 set 2000 | Socorro       | LINEAR                 | Eos       | MPC                           |
| 185909     | 2000 SG129 | 26 set 2000 | Socorro       | LINEAR                 | —         | MPC                           |
| 185910     | 2000 SR181 | 19 set 2000 | Haleakalā     | NEAT                   | —         | MPC                           |
| 185911     | 2000 SC183 | 20 set 2000 | Kitt Peak     | Spacewatch             | —         | MPC                           |
| 185912     | 2000 SN183 | 20 set 2000 | Haleakalā     | NEAT                   | —         | MPC                           |
| 185913     | 2000 SS197 | 24 set 2000 | Socorro       | LINEAR                 | —         | MPC                           |
| 185914     | 2000 SJ203 | 24 set 2000 | Socorro       | LINEAR                 | —         | MPC                           |
| 185915     | 2000 ST210 | 25 set 2000 | Socorro       | LINEAR                 | —         | MPC                           |
| 185916     | 2000 SO262 | 25 set 2000 | Socorro       | LINEAR                 | —         | MPC                           |
| 185917     | 2000 SO266 | 26 set 2000 | Socorro       | LINEAR                 | —         | MPC                           |
| 185918     | 2000 SE277 | 30 set 2000 | Socorro       | LINEAR                 | —         | MPC                           |
| 185919     | 2000 SM284 | 23 set 2000 | Socorro       | LINEAR                 | —         | MPC                           |
| 185920     | 2000 SS288 | 27 set 2000 | Socorro       | LINEAR                 | —         | MPC                           |
| 185921     | 2000 SN298 | 28 set 2000 | Socorro       | LINEAR                 | —         | MPC                           |
| 185922     | 2000 SR322 | 28 set 2000 | Kitt Peak     | Spacewatch             | —         | MPC                           |
| 185923     | 2000 SG325 | 29 set 2000 | Kitt Peak     | Spacewatch             | —         | MPC                           |
| 185924     | 2000 SX344 | 20 set 2000 | Socorro       | LINEAR                 | —         | MPC                           |
| 185925     | 2000 TN11  | 1 out 2000  | Socorro       | LINEAR                 | —         | MPC                           |
| 185926     | 2000 TE41  | 1 out 2000  | Anderson Mesa | LONEOS                 | —         | MPC                           |
| 185927     | 2000 TU41  | 1 out 2000  | Socorro       | LINEAR                 | Eos       | MPC                           |
| 185928     | 2000 TJ43  | 1 out 2000  | Socorro       | LINEAR                 | —         | MPC                           |
| 185929     | 2000 TH59  | 2 out 2000  | Anderson Mesa | LONEOS                 | —         | MPC                           |
| 185930     | 2000 TL67  | 2 out 2000  | Socorro       | LINEAR                 | Brangane  | MPC                           |
| 185931     | 2000 UK27  | 24 out 2000 | Socorro       | LINEAR                 | —         | MPC                           |
| 185932     | 2000 UL49  | 24 out 2000 | Socorro       | LINEAR                 | —         | MPC                           |
| 185933     | 2000 UV59  | 25 out 2000 | Socorro       | LINEAR                 | —         | MPC                           |
| 185934     | 2000 UO82  | 29 out 2000 | Socorro       | LINEAR                 | —         | MPC                           |
| 185935     | 2000 UK108 | 30 out 2000 | Socorro       | LINEAR                 | —         | MPC                           |
| 185936     | 2000 VJ7   | 1 nov 2000  | Socorro       | LINEAR                 | Maria     | MPC                           |
| 185937     | 2000 WM16  | 21 nov 2000 | Socorro       | LINEAR                 | —         | MPC                           |
| 185938     | 2000 WF31  | 20 nov 2000 | Socorro       | LINEAR                 | —         | MPC                           |
| 185939     | 2000 WA43  | 21 nov 2000 | Socorro       | LINEAR                 | —         | MPC                           |
| 185940     | 2000 WU142 | 20 nov 2000 | Anderson Mesa | LONEOS                 | —         | MPC                           |
| 185941     | 2000 WD148 | 28 nov 2000 | Kitt Peak     | Spacewatch             | —         | MPC                           |
| 185942     | 2000 YO82  | 30 dez 2000 | Socorro       | LINEAR                 | Brangane  | MPC                           |
| 185943     | 2000 YB98  | 30 dez 2000 | Socorro       | LINEAR                 | —         | MPC                           |
| 185944     | 2000 YA122 | 23 dez 2000 | Socorro       | LINEAR                 | —         | MPC                           |
| 185945     | 2000 YD131 | 30 dez 2000 | Socorro       | LINEAR                 | —         | MPC                           |
| 185946     | 2001 AT35  | 5 jan 2001  | Socorro       | LINEAR                 | —         | MPC                           |
| 185947     | 2001 BU17  | 19 jan 2001 | Socorro       | LINEAR                 | Ursula    | MPC                           |
| 185948     | 2001 BE39  | 19 jan 2001 | Kitt Peak     | Spacewatch             | —         | MPC                           |
| 185949     | 2001 BN68  | 31 jan 2001 | Socorro       | LINEAR                 | —         | MPC                           |
| 185950     | 2001 CH7   | 1 fev 2001  | Socorro       | LINEAR                 | —         | MPC                           |
| 185951     | 2001 DE8   | 16 fev 2001 | Kitt Peak     | Spacewatch             | —         | MPC                           |
| 185952     | 2001 DJ33  | 17 fev 2001 | Socorro       | LINEAR                 | —         | MPC                           |
| 185953     | 2001 DE42  | 19 fev 2001 | Socorro       | LINEAR                 | —         | MPC                           |
| 185954     | 2001 DK44  | 19 fev 2001 | Socorro       | LINEAR                 | —         | MPC                           |
| 185955     | 2001 DX55  | 16 fev 2001 | Kitt Peak     | Spacewatch             | —         | MPC                           |
| 185956     | 2001 DN66  | 19 fev 2001 | Socorro       | LINEAR                 | —         | MPC                           |
| 185957     | 2001 DH67  | 19 fev 2001 | Socorro       | LINEAR                 | —         | MPC                           |
| 185958     | 2001 EB19  | 14 mar 2001 | Kitt Peak     | Spacewatch             | —         | MPC                           |
| 185959     | 2001 FL7   | 19 mar 2001 | Kitt Peak     | Spacewatch             | —         | MPC                           |
| 185960     | 2001 FW70  | 19 mar 2001 | Socorro       | LINEAR                 | —         | MPC                           |
| 185961     | 2001 FQ74  | 19 mar 2001 | Socorro       | LINEAR                 | —         | MPC                           |
| 185962     | 2001 FH75  | 19 mar 2001 | Socorro       | LINEAR                 | —         | MPC                           |
| 185963     | 2001 FO102 | 17 mar 2001 | Kitt Peak     | Spacewatch             | —         | MPC                           |
| 185964     | 2001 FS125 | 24 mar 2001 | Kitt Peak     | Spacewatch             | —         | MPC                           |
| 185965     | 2001 FK142 | 23 mar 2001 | Anderson Mesa | LONEOS                 | —         | MPC                           |
| 185966     | 2001 HC13  | 18 abr 2001 | Socorro       | LINEAR                 | —         | MPC                           |
| 185967     | 2001 HR15  | 22 abr 2001 | Socorro       | LINEAR                 | —         | MPC                           |
| 185968     | 2001 HT51  | 23 abr 2001 | Socorro       | LINEAR                 | —         | MPC                           |
| 185969     | 2001 HG63  | 26 abr 2001 | Anderson Mesa | LONEOS                 | —         | MPC                           |
| 185970     | 2001 HP66  | 24 abr 2001 | Haleakalā     | NEAT                   | —         | MPC                           |
| 185971     | 2001 JX7   | 15 mai 2001 | Anderson Mesa | LONEOS                 | —         | MPC                           |
| 185972     | 2001 KL8   | 18 mai 2001 | Socorro       | LINEAR                 | —         | MPC                           |
| 185973     | 2001 KH21  | 22 mai 2001 | Socorro       | LINEAR                 | —         | MPC                           |
| 185974     | 2001 KP22  | 17 mai 2001 | Socorro       | LINEAR                 | —         | MPC                           |
| 185975     | 2001 KE40  | 22 mai 2001 | Socorro       | LINEAR                 | —         | MPC                           |
| 185976     | 2001 KY41  | 24 mai 2001 | Ondřejov      | P. Kušnirák, P. Pravec | —         | MPC                           |
| 185977     | 2001 MU7   | 23 jun 2001 | Eskridge      | Farpoint Obs.          | —         | MPC                           |
| 185978     | 2001 MO9   | 21 jun 2001 | Palomar       | NEAT                   | —         | MPC                           |
| 185979     | 2001 MO16  | 27 jun 2001 | Palomar       | NEAT                   | —         | MPC                           |
| 185980     | 2001 MC25  | 16 jun 2001 | Palomar       | NEAT                   | —         | MPC                           |
| 185981     | 2001 MN30  | 30 jun 2001 | Palomar       | NEAT                   | —         | MPC                           |
| 185982     | 2001 NW    | 12 jul 2001 | Palomar       | NEAT                   | —         | MPC                           |
| 185983     | 2001 NT1   | 10 jul 2001 | Palomar       | NEAT                   | —         | MPC                           |
| 185984     | 2001 NP3   | 13 jul 2001 | Palomar       | NEAT                   | Mitidika  | MPC                           |
| 185985     | 2001 NG10  | 14 jul 2001 | Palomar       | NEAT                   | —         | MPC                           |
| 185986     | 2001 NA11  | 14 jul 2001 | Haleakalā     | NEAT                   | Mitidika  | MPC                           |
| 185987     | 2001 OD1   | 17 jul 2001 | Haleakala     | NEAT                   | —         | MPC                           |
| 185988     | 2001 OL4   | 19 jul 2001 | Palomar       | NEAT                   | —         | MPC                           |
| 185989     | 2001 OR4   | 19 jul 2001 | Palomar       | NEAT                   | —         | MPC                           |
| 185990     | 2001 OS12  | 21 jul 2001 | San Marcello  | A. Boattini, L. Tesi   | —         | MPC                           |
| 185991     | 2001 OV19  | 19 jul 2001 | Palomar       | NEAT                   | —         | MPC                           |
| 185992     | 2001 OA32  | 23 jul 2001 | Palomar       | NEAT                   | —         | MPC                           |
| 185993     | 2001 OB76  | 28 jul 2001 | Haleakalā     | NEAT                   | —         | MPC                           |
| 185994     | 2001 OB77  | 25 jul 2001 | Haleakala     | NEAT                   | —         | MPC                           |
| 185995     | 2001 PT1   | 8 ago 2001  | Palomar       | NEAT                   | —         | MPC                           |
| 185996     | 2001 PR32  | 10 ago 2001 | Palomar       | NEAT                   | —         | MPC                           |
| 185997     | 2001 PE35  | 10 ago 2001 | Palomar       | NEAT                   | Phocaea   | MPC                           |
| 185998     | 2001 PM46  | 12 ago 2001 | Palomar       | NEAT                   | —         | MPC                           |
| 185999     | 2001 PX62  | 13 ago 2001 | Haleakalā     | NEAT                   | —         | MPC                           |
| 186000     | 2001 QC7   | 16 ago 2001 | Socorro       | LINEAR                 | —         | MPC                           |